# Хазарский каганат
Хаза́рский кагана́т, Хаза́рия (650—969) — средневековое государство, созданное тюркским кочевым народом — хазарами. Выделился из Западно-Тюркского каганата. Контролировал территорию Предкавказья, Нижнего и Среднего Поволжья, современного Северо-Западного Казахстана, Приазовье, восточную часть Крыма, а также степи и лесостепи Восточной Европы вплоть до Днепра. Центр государства первоначально находился в приморской части современного Дагестана, позже переместился в низовья Волги. Часть правящей знати приняла иудаизм. Долгое время Хазария соперничала с Арабским халифатом в борьбе за господство в Закавказском регионе. В политической зависимости от хазар находился ряд восточнославянских племенных союзов.

## История

### Ранняя история. VI век
Первоначально хазары представляли собой одно из многочисленных кочевых племён, перемещавшихся из Азии в ходе Великого переселения народов. Они говорили на одном из ранних тюркских языков и, как можно судить по косвенным данным, по-видимому, принадлежали к племенам огурской группы, первые из которых появились в Европе в 463 году. Наиболее ранним достоверным известием о хазарах считается упоминание в списке народов, перечисленных Псевдо-Захарием в 555 году. В качестве их европейской родины в источниках фигурирует область Берсилия, локализуемая в равнинной части современного Дагестана.
В первой половине VI века хазары находились под влиянием объединения савиров, в составе их войск совершали успешные набеги на Закавказье. Владевший регионом Сасанидский Иран с трудом отражал этот натиск. При шахе Хосрове Ануширване (531—579) персы построили знаменитые Дербентские укрепления, которые перекрыли узкий проход между Каспийским морем и Кавказскими горами, но всё же не стали панацеей от нашествий кочевников. Традиция приписывает Хосрову строительство будущих хазарских городов в Дагестане — Беленджера и Семендера. Оба пункта первоначально являлись центрами одноимённых племён. К Семендеру, возможно, имеет отношение племя забендер, родственное аварам, которые, двигаясь вслед за савирами, прошли через Кавказ в 550-е годы.
В 562 году савиры были разгромлены Ираном и вместе с частью хазар были переселены в Закавказье. Осколок савирского союза продолжал существовать в Дагестане, где был известен под именем «гуннов».
Возвышение хазар связано с историей Тюркского каганата, с владыками которого хазарские правители, вероятно, состояли в родственных отношениях. Алтайские тюрки, возглавляемые каганами из рода Ашина, создали в 551 году огромную империю, которая вскоре разделилась на восточную и западную части. Во 2-й пол. VI века орбита Западно-Тюркского каганата достигла каспийско-причерноморских степей, и все местные объединения признали его главенство.

### Экспансия в Закавказье и Причерноморье. VII век
Как значительная военная сила хазары впервые упоминаются в связи с ирано-византийской войной 602—628 гг., в которой хазарский правитель Джебукаган стал главным проводником тюркско-византийского союза, направленного против Ирана. В 627 году хазарское войско разграбило Кавказскую Албанию и, соединившись с византийцами, взяло штурмом Тбилиси.
Начиная с 630 года многочисленные междоусобные столкновения привели к развалу Западно-Тюркского каганата. Результатом этого стало появление на его периферии в степях Восточной Европы двух новых политических образований. В Причерноморье возникла Великая Болгария, основанная ханом Кубратом в 632 году, а в Прикаспийском регионе — Хазария.
Хазары первое время себя никак не проявляли, тогда как Болгарское объединение стало мощной политической силой, но этот расцвет оказался кратковременным. После смерти Кубрата булгарская орда раздробилась между его сыновьями. Хазары воспользовались этим, и в результате столкновения в 660-х гг. часть булгар, возглавляемая ханом Аспарухом, откочевала за Дунай, положив начало современной Болгарии, а оставшаяся часть признала власть хазар. По-видимому, после этого события правитель Хазарии принял высший в кочевой иерархии титул кагана. К концу VII века хазары контролировали бо́льшую часть степного Крыма, Приазовья и Северного Кавказа. Неясно, как далеко простирался их контроль над степями к востоку от Волги (история этого региона менее всего освещена в письменных источниках). Однако бесспорно, что историческим последствием хазарской гегемонии стала остановка непрерывного потока кочевников, следовавших из Азии в Европу, что имело позитивные последствия для восточнославянских племён и народов Центральной Европы.
В этот период внимание Хазарии было обращено на Закавказье, чьи земледельческие государства сулили кочевникам богатые источники добычи. Вторжения туда осуществлялись двумя путями: через Дербент — в Кавказскую Албанию, Армению и далее в Иран или, реже, через Дарьяльское ущелье, расположенное на территории алан и ведущее в Грузию. Влияние хазар в регионе было столь значительным, что в ряде восточных языков Каспийское море получило название «Хазарского».
Однако экспансия хазар натолкнулась здесь на встречный натиск, когда на месте Сасанидского Ирана возник Арабский халифат. Его войска оккупировали Грузию и Кавказскую Албанию, после чего в 653 году вышли за Дербент и атаковали хазарское владение Беленджер. Столкновение закончилось разгромом арабского войска и гибелью его предводителя Салмана ибн Раби.
Из-за внутренних смут в последующие десятилетия Халифат утратил контроль над регионом. Хазары в это время взимали дань с Кавказской Албании и совершили ряд набегов, из которых самый крупный состоялся в 685 году. В сражении с ними погибли правители Грузии, Армении и Албании, а также один из арабских эмиров, разбитый поблизости от Мосула.

### Войны с арабами. VIII век
С установлением в Халифате династии Омейядов арабские завоевания возобновились одновременно в нескольких направлениях: против вестготов на западе, тюрок на востоке и византийцев и хазар на севере. На этот раз арабы прочно закрепились в Закавказье, и в начале VIII века развернулась непрерывная череда арабо-хазарских войн, успех в которых сопутствовал попеременно как той, так и другой стороне. Временами противники совершали глубокие рейды на вражескую территорию. Хазария действовала в союзе с Византией, которая оборонялась от Халифата в Малой Азии. Когда в 717—718 гг. арабы осадили Константинополь, хазары оттянули на себя часть их сил, вторгнувшись в Кавказскую Албанию и Азербайджан. В конце 730 года состоялся самый масштабный набег хазар. Им руководил сын кагана — Барджиль. Нападению подвергся иранский город Ардебиль. 25-тысячное арабское войско было разбито, погиб один из высокопоставленных военачальников Халифата — Джаррах. Отдельные хазарские отряды дошли до Диярбакыра и окрестностей Мосула. Но уже к началу следующего года свежее арабское войско под командованием Саида ал-Хараши, которого затем сменил Маслама (именно он десятилетием ранее осаждал столицу Византии), выбило хазар со всех захваченных позиций, и бои переместились на территорию каганата. Война продолжилась в 731/732 году, хазарский каган был ранен в сражении поблизости от Дербента. Контроль над стратегической крепостью окончательно перешёл к арабам.
В 737 году арабский полководец Марван ибн Мухаммад (будущий халиф) во главе 150-тысячной армии внезапно вторгся в Хазарию одновременно через Дербент и Дарьял. Войска взяли штурмом хазарскую столицу Семендер и достигли города ал-Байда, в котором располагалась ставка кагана. Каган бежал вглубь своих владений. В погоне за ним арабы зашли на север дальше, чем когда-либо: вплоть до «Славянской реки» — по-видимому, Дона или Волги. Хазарская армия была разбита, и каган запросил мира. В обмен на сохранение трона он пообещал принять ислам, но эта процедура, по-видимому, была номинальной.
Хазария сохранила независимость, а арабы ушли с Северного Кавказа. Вскоре в Халифате вновь возникла смута. К власти там пришла династия Аббасидов, которая отказалась от дальнейшей экспансии на север. Таким образом, Хазарский каганат заслонил собой от арабской экспансии Восточную Европу и помог выстоять Византии.
Во 2-й пол. VIII века после двадцатипятилетнего перерыва хазары предприняли ещё два набега на Закавказье: в 762—764 и 799 годах. В 780-е гг. они оказали помощь абхазскому правителю Леону II, провозгласившему независимость от Византии. После чего их вмешательство в дела региона прекратилось.
Геополитическим последствием арабского натиска стало перемещение населения Хазарии от опасного кавказского пограничья во внутренние районы — Подонье, где расселились аланские племена, и Поволжье. В низовьях Волги возникла новая хазарская столица — Итиль, вскоре превратившаяся в крупный торговый центр. Дагестан со старой столицей Семендером из центральной области превратился в южную окраину Хазарии. Вероятно, в русле этих же процессов произошло появление булгар и савир (сувар) в Среднем Поволжье и Прикамье, где в IX веке возникла Волжская Булгария. С переориентацией внимания на север нередко связывают установление хазарской гегемонии над восточными славянами, хотя сведений о точной дате этого события нет.

### Отношения с Византией. VIII век
Соседство с византийскими владениями на Крымском полуострове приводило к участию хазар в политике Империи. Около 704 года к кагану Ибузиру Глявану обратился за помощью свергнутый император Юстиниан II, находившийся в ссылке в Херсонесе. Каган дал ему в жёны свою сестру и пообещал помощь, но затем под влиянием действующего императора изменил своё решение и приказал убить. Юстиниан сумел бежать к дунайским булгарам и с их помощью вернулся к власти. Первое время его отношения с хазарами оставались дружественными, и каган посетил Константинополь, где был с почётом принят. От хазарской жены, в крещении получившей имя Феодора, у Юстиниана родился сын, сразу же объявленный соправителем. Опасаясь гнева Юстиниана, жители Херсонеса добровольно перешли под покровительство хазар, и в городе при сохранении самоуправления появился хазарский наместник — тудун. Опасения горожан подтвердились: в 710 году Юстиниан захватил Херсонес, казнил местную знать, а тудуна пленил и отослал в Константинополь. Опасаясь дальнейших планов Юстиниана, жители других крымских городов обратились к кагану за помощью. В 711 году он остановил разгром Херсонеса византийской армией. В итоге Юстиниан вновь был свергнут, а императором при поддержке хазар стал херсонесский ссыльный Вардан Филлипик.
Союзные отношения между двумя державами были скреплены в 732 году браком наследника византийского престола (будущего Константина V) с дочерью кагана Вирхора принцессой Чичак, названной при крещении Ириной.
В 787 году хазары подавили восстание в Готии (область Горного Крыма), посадив его зачинщика — местного епископа Иоанна в тюрьму. Контроль хазар над Крымом сохранялся до сер. IX века, а над Таманью и зоной вокруг Керченского пролива — вплоть до падения каганата.

### Принятие иудаизма и возвышение династии Буланидов. Сер. VIII — нач. IX веков
Важным фактором для истории Хазарского каганата оказалось то, что на контролируемой им территории, в том числе на родине хазар — в Дагестане — проживали еврейские общины. Примерно в 740 году один из хазарских военачальников — Булан перешёл в иудаизм. По-видимому, это укрепило позиции его клана, в то время как положение правящей языческой династии стало ухудшаться из-за сокращения военной добычи и невозможности продолжать традиционную завоевательную политику. В нач. IX века потомок Булана — Обадия занял второй после кагана пост в государстве и сосредоточил в своих руках реальную власть. С этого момента в Хазарии установилась система двойного правления, при которой номинально страну продолжали возглавлять каганы из старого царственного рода, но реальное управление осуществлялось от их имени беками (царями) из рода Буланидов. Весьма вероятно, что установление нового порядка сопровождалось междоусобными столкновениями. Часть хазар, известных под именем каваров, восстала против правящей династии и после подавления мятежа перешла к венграм. Сын Обадии — Езекия и внук — Манассия правили достаточно мало, чтобы успеть передать трон брату Обадии — Ханукке, за линией которого он сохранялся до падения каганата.

### Каганат в IX веке

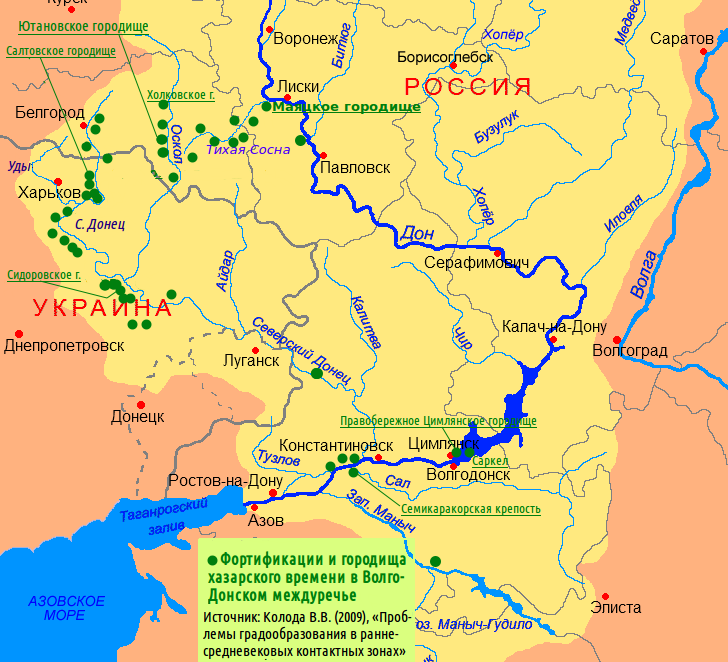
Фортификации и городища хазарского времени в Волго-Донском междуречье. Указаны наиболее крупные городища и агломерации

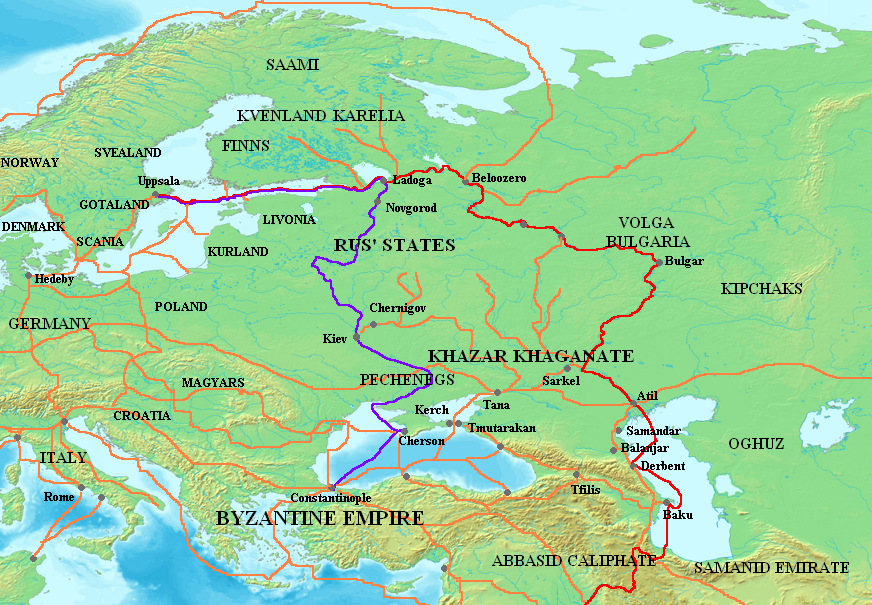
Торговые пути в VIII—XI вв.

С этого момента политика Хазарии переориентировалась с завоевательных походов на развитие международной транзитной торговли. Однако внешнеполитическая ситуация для каганата складывалась неблагоприятно. В IX веке началась новая волна Великого переселения народов, и новые азиатские кочевники стали переходить Волгу. Первым народом, вытесненным на западный берег Волги, оказались венгры. В 830-е гг. они заняли Северное Причерноморье. Неизвестно, в какой мере добровольной или вынужденной была в этом процессе позиция хазар, однако венгры признавали их сюзеренитет. Венгерский вождь Лебедий был утверждён хазарским каганом и женился на знатной хазарке. После этого венгры принимали участие в хазарских войнах. В 889 году венгры (включая три этнически хазарских рода каваров) были вытеснены в Паннонию печенегами, которых, в свою очередь, теснили огузы, а тех — половцы. В результате хазары впервые потеряли контроль над причерноморскими степями. Известно, что хазарские цари периодически совершали походы на печенегов и огузов. Конец IX века считается закатом «Хазарского мира» — эпохи относительной стабильности в степи.

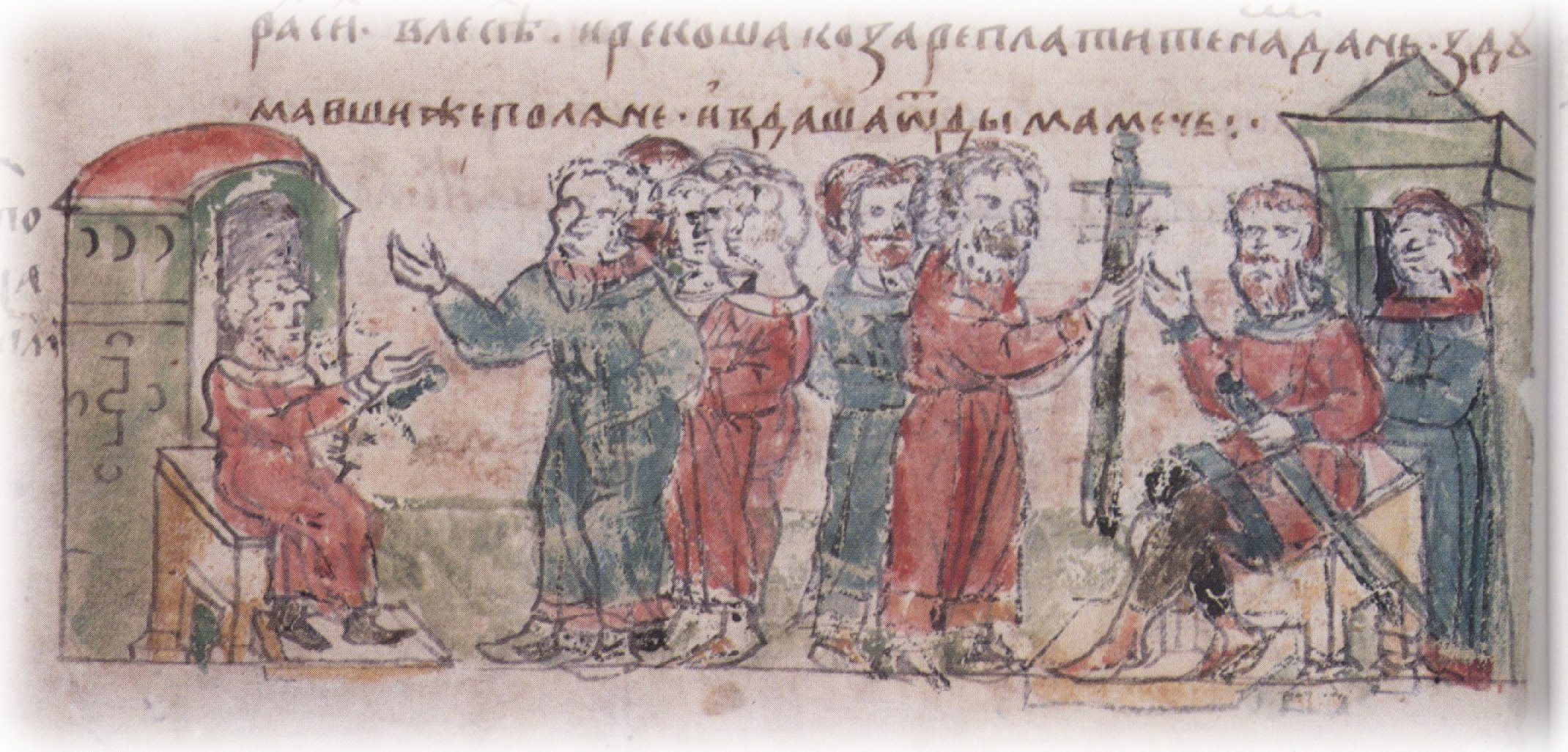
Требование хазарами дани с полян; решение полян платить от дыма по мечу. Миниатюра из Радзивилловской летописи, конец XV века

Новый противник появился у хазар с формированием Древнерусского государства. Недостаточно понятным является вопрос о так называемом Русском каганате, который впервые упомянут в источниках под 839 годом. Титул кагана позднее носили киевские князья, а его хождение в IX веке обычно расценивается как претензия на равенство с хазарами. Как бы то ни было, проникшие в Восточную Европу варяжские дружины начали успешно оспаривать гегемонию хазар над славянскими племенами. От хазар освободились поляне (864), северяне (884) и радимичи (885).
Отвечая на возникшие вызовы, хазары с помощью Византии соорудили серию крепостей на северо-западных рубежах. Ок. 834 года каган и бек обратились к императору Феофилу с просьбой помочь в строительстве крепости Саркел. Крепость расположилась на левом берегу Дона и стала главным оплотом хазар в регионе. Кроме Саркела, как свидетельствуют археологические данные, была создана сеть аналогичных укреплений по притокам Дона.
Отношения Хазарии и Арабского халифата нормализовались. В 840-е гг. Хазарию посещали два арабских посольства. Первое из них возглавлял знаменитый учёный ал-Хорезми, второе — путешественник Саллам ат-Тарджуман. В 850-е гг. произошло последнее столкновение хазар с арабами. Закавказские владения Халифата в это время были охвачены мятежом, для подавления которого был прислан арабский полководец Буга Старший (сам хазарин по происхождению). С призывом о помощи к хазарам обратились горцы санарийцы, населявшие Кахетию. Буга совершил поход на алан и хазар и получил с них дань, но потом был отозван из Грузии, так как халиф боялся, что он может сговориться с соплеменниками.
Отношения Хазарии с Византией вновь временно улучшились. В 861 году Хазарию посетило византийское посольство, возглавляемое Константином Философом (св. Кириллом).
В кон. IX — 1-й пол. X вв. Хазарский каганат ослабел, но ещё продолжал оставаться влиятельным государством благодаря обученной армии и искусной дипломатии. Правители проводили политику лавирования между тремя крупными силами: Византией (утратившей интерес в союзных отношениях), кочевниками и Русью. В кон. IX века в правление царя Вениамина против Хазарии выступила организованная Византией коалиция, состоящая из печенегов, чёрных булгар и других кочевых племён. Хазары разбили её при поддержке алан. При следующем царе — Аароне Византия сумела разрушить хазаро-аланский союз, и теперь хазары одолели алан с помощью одного из кочевых вождей. Аланского царя пленили, но приняли с почётом. Он отдал свою дочь за сына Аарона — Иосифа.

### Падение каганата. X век
Угроза со стороны русов до определённого времени успешно перенаправлялась хазарами в Закавказье. В 913/914 году за долю добычи хазары пропустили флот русов в Каспийское море, а когда поредевшее войско вернулось, напали на него и перебили. В 939 году один из русских вождей — Хельг (возможно, князь Олег) по подстрекательству Византии напал на хазарскую заставу Самкерц на Таманском полуострове. Хазарское войско под командованием полководца Песаха разбило русов и разграбило византийские владения в Крыму. После этого поражения русы повернули оружие на Византию (941). А затем снова совершили рейд в Закавказье (944). В отличие от прошлого набега, сопровождавшегося простым грабежом, на этот раз русы перешли к планомерному завоеванию территории, но эта попытка не имела успеха.
Неблагоприятная ситуация складывалась для Хазарии и на южной границе, где на месте Халифата возникли независимые исламские эмираты. К началу X века весь Южный Прикаспий оказался объединён в составе государства Саманидов. Новая держава стала активным проводником ислама. Под её влиянием он начал распространяться среди огузов и карлуков в Средней Азии, а затем и в Волжской Булгарии. Хазария оказалась в исламском окружении, что было вдвойне опасным в связи с наличием сильной исламской партии при дворе беков. В 901, 909 и 916 годах хазары в союзе с местными дагестанскими объединениями совершили несколько походов на Дербент. Отношения с мусульманским миром оставались мирными до падения каганата, а затем вассал Саманидов Хорезм на некоторое время подчинил себе Хазарию.
В Горном Дагестане усилилось государство Сарир. Его население исповедовало христианство, а правитель в арабских источниках иногда именовался каганом гор. Сарирцы совершали набеги на Хазарию.
Освободиться от хазарского господства стремилась и динамично развивающаяся Волжская Булгария. Её правители перешли в ислам, рассчитывая на помощь единоверцев. В 922 году эту страну посетил посол багдадского халифа Ибн Фадлан.
Накануне своей гибели Хазарскому каганату удалось завязать отношения с Кордовским халифатом. Министр последнего Хасдай ибн Шапрут и хазарский царь Иосиф обменялись письмами. Из сохранившегося письма Иосифа (ок. 961) видно, что он не считал положение своей страны катастрофическим и по-прежнему рассматривал себя в качестве правителя обширной территории от Хорезма до Дона.

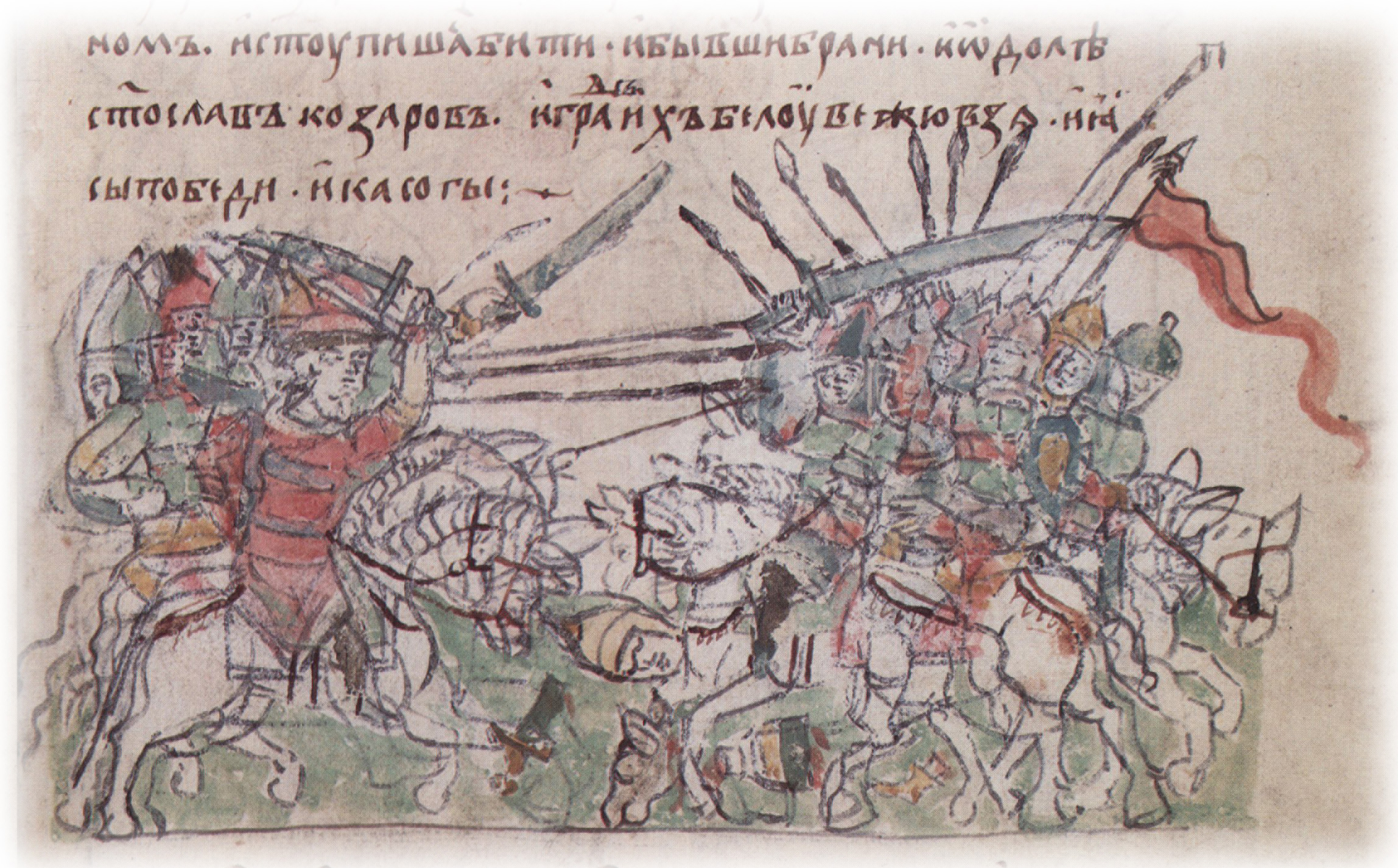
Сражение войска Святослава с войском хазарского «князя Кагана», закончившееся победой руси (965). Миниатюра из Радзивилловской летописи, конец XV века

Решающую роль в гибели Хазарии сыграло Древнерусское государство. В 964 году князь Святослав Игоревич присоединил последнее зависимое от хазар славянское племя вятичей, а в следующем 965 году разбил хазарское войско с каганом во главе и захватил Саркел, который с этого времени стал русским городом Белая Вежа. По-видимому, тогда же был захвачен и Самкерц (Тмутаракань). Затем, в том же 965 или, по другим данным, в 968/969 году русы, действуя в союзе с огузами, разгромили Итиль и Семендер. Этот момент считается концом независимого Хазарского государства.
Некоторое время русы, по-видимому, господствовали в низовьях Волги. Жители Итиля и царский двор в это время укрывались на островах Каспийского моря и Мангышлаке. После ухода русов в 980-е гг. хазарский правитель получил помощь от Хорезма (по др. данным Ширвана) и вернулся в столицу. В обмен за поддержку бо́льшая часть хазар перешла в ислам, позднее (после очередной помощи) это сделал и сам царь. В 985 году князь Владимир совершил новый поход на Хазарию и наложил на неё дань. Под 986 годом в русской летописи сообщается о посольстве хазарских иудеев к Владимиру с предложением принять свою веру.

### Последние упоминания. XI—XII века
Дальнейшая история Хазарии прослеживается неотчётливо и развивается изолированно в центре и бывших провинциях. По некоторым данным, в XI веке Итиль находился в развалинах. Волжская Хазария была окончательно сметена, по-видимому, в середине XI века в ходе нашествия очередной кочевой волны — половцев. В XII веке на месте Итиля в низовьях Волги существовал город Саксин, среди его жителей упоминаются хазары-мусульмане, но основное население составляли огузы. В Дагестане о сколько-нибудь значимой роли хазар источники не упоминают. В 1064 году три тысячи хазарских семей переселились в Закавказье. Хазары Подонья (Саркела) и Причерноморья попали под власть русского Тмутараканского княжества, просуществовавшего до начала XII века. Хазарские отряды входили в войско Мстислава Владимировича во время его битвы с братом Ярославом в 1024 году. Последний раз в русской летописи хазары упомянуты под 1079 и 1083 годами в связи с действиями князя Олега Святославича, которого они пленили и выдали Византии. Известны отдельные свидетельства о миграции хазар-иудеев в страны Центральной Европы, где они влились в состав евреев ашкенази. Однако существующая в популярной литературе версия об их значительном вкладе в европейское еврейство фактами не подтверждается.
После падения каганата причерноморские и прикаспийские степи попали в безраздельное господство кочевников. В Поволжье доминирующая роль перешла к Волжской Булгарии, а на Северном Кавказе — к Алании. Вновь под одной властью эти территории оказались объединены только в составе Золотой Орды.

## Государственное устройство
Первоначально Хазария являлась типичным кочевым ханством. Политические традиции и титулатуру она унаследовала от Тюркского каганата.
Во главе государства стоял каган. Формально он обладал всей полнотой военной и административной власти, но не имел аппарата для навязывания своих решений. Положение каганов зависело, прежде всего, от способности успешно получать военную добычу и распределять её среди знати. Другой важной опорой их власти была сакрализация. Власть кагана считалась установленной небом. Он являлся главой языческого культа и наделялся в глазах подданных сверхъестественными способностями.
У хазарского правителя были трон из золота и золотая корона, одевался он в шёлковые одежды. Стать каганом мог только член одного царственного рода, власть в котором, вероятно, передавалась по принятой у тюрков «лествичной» системе от старшего брата к младшему. Жёны и родственницы кагана носили титул хатун. Иногда ретроспективно полагают, что хазарами правила тюркская династия Ашина. К середине X века каганский род оказался на грани вырождения, и один из его представителей, если верить источникам, торговал на базаре.
Вера в божественную силу правителя приводила к тому, что в случае несчастья, происходившего со страной, его могли обвинить в неудачах и сместить. Его жизнь подлежала строгой регламентации, фактически могла быть превращена в сплошные запреты. При возведении на престол кагана душили шёлковым шнуром, и он в полубессознательном состоянии должен был сам назвать число лет своего правления. По прошествии этого срока его убивали. Если же он называл непомерно большое число лет, его всё равно убивали по достижении сорокалетнего возраста, так как считалось, что с возрастом божественная сила покидает его. В доиудейский период династия каганов прочно контролировала армию и поэтому легко избегала сакральных ограничений. Однако после возвышения другого хазарского клана, исповедовавшего иудаизм, реальная власть оказалась у второго лица в государстве — бека. На иврите его называли «мелех» — «царь», арабы передавали его должность как «малик» — «правитель» или «халифа» — буквально «заместитель». Власть внутри новой династии, очевидно под влиянием иудаизма, стала передаваться уже строго от отца к сыну. У бека было двое заместителей: кундур и джавшигар. В новой системе за каганом остались сакральные функции (формально более значимые), а всеми земными делами руководил бек. При этом бек оказывал кагану ритуальные почести, граничащие с унижением. Входя к нему, он становился на колени и держал в руках горящую ветвь. Каган изолированно жил в своём дворце, выезжая обычно лишь раз в четыре месяца во главе торжественной процессии или в случае бедствий, постигающих страну. При его приближении подданные были обязаны падать ниц и не поднимать головы. Знатным вельможам, не желая их открытой казни, каган мог приказать самим лишить себя жизни. Признаваемые соседними языческими народами и имевшие непоколебимый авторитет у рядовых хазар каганы служили важным стабилизирующим фактором до самого конца Хазарского государства.
Считается, что схожая организация двойного управления, существовавшая некоторое время у венгров и, возможно, русов, была заимствована ими у хазар.
Высшим сословием в государстве являлись тарханы — родовая аристократия. Среди неё высший слой составляли родственники царственного рода, рангом ниже стояли эльтеберы — правители вассальных народов. Раннее хазарское государство не имело специфической бюрократии, но она начала складываться по мере знакомства хазар с устройством соседних высокоразвитых государств. В Закавказье хазары переняли сасанидскую налоговую практику и установили надсмотрщиков для наблюдения за ремесленниками и торговцами. В крымских городах, где хазарский контроль в ряде случаев сосуществовал с византийским, известны наместники кагана — тудуны, выполнявшие надзорные функции при местной администрации. В иудейский период в области управления был достигнут значительный прогресс. На узловых торговых путях существовали заставы, где специальные чиновники взимали пошлины. В столице страны Итиле сложилась развитая судебная система: существовало семь судей для каждого вероисповедания (по двое для трёх монотеистических религий, один для язычников). Судьи подчинялись назначаемому царскому чиновнику. В сложных случаях решения мог выносить сам царь. Население столичной области несло натуральные повинности, иноэтничные ремесленники и купцы облагались ежегодным налогом.
Территория Хазарии IX—X вв. состояла из нескольких областей, различных по степени контроля со стороны центральной власти. Сердцевиной страны было Нижнее Поволжье. Здесь жили собственно хазары. По этой территории проходили кочёвки царя и хазарской знати. Правитель совершал ежегодный объезд центральной области, начинавшийся в апреле и заканчивавшийся в сентябре.
Стратегические пункты контролировались центром непосредственно. В них находились хазарские гарнизоны. Из них наиболее известны два: Саркел — застава на Дону и Самкерц — у Керченского пролива. Особое положении занимала старая хазарская столица Семендер в Приморском Дагестане. Город был населён хазарами, но непосредственно в столичную область не входил. В нём был собственный правитель, по некоторым данным — родственник хазарского царя — иудей.
Бо́льшая часть территории управлялась без административного вмешательства. Подчинённые народы: аланы, булгары, буртасы, венгры, славяне и другие — сохраняли собственную социально-политическую структуру. Они имели своих правителей, которые были обязаны собирать и отправлять в Хазарию дань, отдавать дочерей в гарем кагана и выставлять войско. Известно, что волжские булгары платили по меховой шкурке с дома, а славяне вятичи по щелягу (серебряной монете) с сохи.

## Армия
В эпоху арабо-хазарских войн основной силой хазарского могущества было ополчение. По требованию хазар зависимые народы выставляли военные контингенты. Численность войска, по сообщениям источников, могла доходить до 100—300 тысяч человек. Основу армии составляла конница. Военная тактика была типичной для кочевников: часть войска скрывалась в засаде и вступала в бой в удобный момент. Хазары умели брать города, применяя осадные машины. Войско каганата оказалось способным к противостоянию с регулярной арабской армией, под командованием лучших полководцев Халифата.
В IX—X веках ситуация изменилась. Правительство, отказавшись от крупных завоевательных походов, стало опираться на иноэтничные, не связанные местными родоплеменными интересами силы. Ядром хазарского войска стала тяжёлая конная гвардия, состоящая из ларисиев — мусульманского племени хорезмийского происхождения, которое поселилось в Итиле и несло беку службу на особых условиях. Гвардия имела собственного визиря и оговорила право не воевать с единоверцами (большинство противников хазар в этот период были язычниками). Воины получали жалование. Численность гвардии достигала, по разным данным, от 7 до 12 тысяч человек. В Саркеле нёс службу регулярно сменяемый гарнизон из 300 воинов.
По существу, хазарская армия стала профессиональной, и это позволило каганату продержаться 150 лет в борьбе с многократно превосходящими по численности противниками. Гвардия являлась очень влиятельной, но не единственной военной силой в стране. В распоряжении хазарских царей были наёмные контингенты славян и русов (также стоявшие в столице). Собственно хазарские силы состояли из всадников, которых знатные вельможи были обязаны поставлять сообразно своему положению. Зависимые народы (буртасы и другие) продолжали выставлять ополчение.
Хазары не имели флота, хотя умели изготовлять небольшие лодки, которыми пользовались для сообщения по Волге.
Главным оружием хазарских воинов был лук. Помимо этого хазарские всадники имели копья, мечи, палаши и сабли, а также топоры и кистени. Представители воинской элиты каганата носили кольчуги, ламеллярные кирасы, шлемы с бармицами.
Военные действия велись лично каганом и его ближайшими родственниками, либо полководцами из числа хазарской знати — тарханами. После отстранения каганов функция командования войском перешла к беку.
Пленные хазарские воины служили в армии Аббасидского халифата, некоторые из них достигали очень высокого положения, становясь наместниками провинций и личными слугами халифов. В Византии также состояли на службе хазарские гвардейцы.

## Экономика

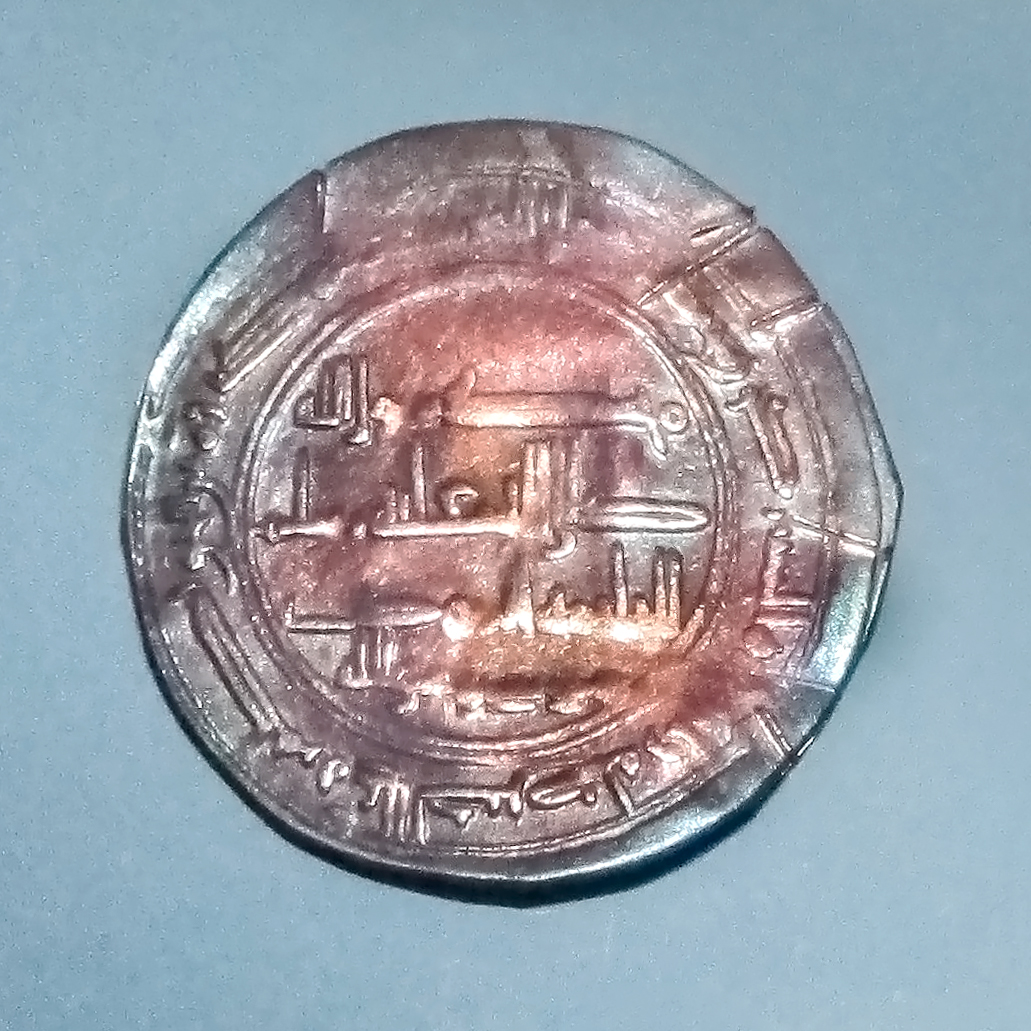
Хазарская серебряная монета, подражающая арабскому дирхему. Надпись на легенде: «Моисей — посланник Бога». Gotland Museum (Висбю, Швеция)

Основу хозяйственной деятельности рядового населения составляло кочевое скотоводство. Древним оседлым центром Хазарии был Дагестан, где получило развитие виноградарство. В VIII—IX веках в приморских областях Крыма, Тамани, в низовьях Кубани и Дона важным последствием хазарского господства стал процесс оседания кочевников на землю. В Хазарии выращивались пшеница, ячмень, рис, огородные и бахчевые культуры, были сады и виноградники, в больших количествах ловили рыбу. Было развито кузнечное, ювелирное и гончарное ремесло, ориентированное на местный рынок. Посуда изготавливалась на гончарном круге.

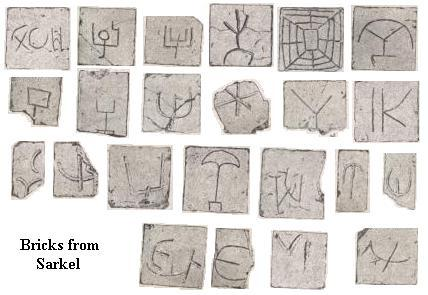
Тамгаобразные знаки на кирпичах из Саркела

Для правящей верхушки основным источником обогащения первоначально была военная добыча, получаемая путём грабежа соседних стран. Однако затем произошла переориентация на невоенные источники доходов. Это стало возможным в результате того, что в общемировом масштабе во 2-й половине VIII — начале IX века начался подъём международной торговли, основными агентами которой были еврейские торговцы — рахдониты. Через Хазарию проходило несколько международных торговых путей. В Восточной Европе основной торговой артерией стала Волга, нижнее и среднее течение которой находилось под хазарским контролем. Волжский торговый путь шёл от устья на Дон (через Переволоку), далее в земли славян и страны, примыкавшие к Балтийскому морю. Этот путь отмечен многочисленными кладами арабских дирхемов. Ключевую роль на нём с определённого времени стали играть русы. Из устья Волги, где находился Итиль, купцы попадали в акваторию Каспийского моря и, высаживаясь на его южных берегах, могли следовать по суше до Багдада или в Среднюю Азию. Археологические исследования обнаружили существование сухопутных торговых маршрутов: цепь караван-сараев от Хорезма к Нижнему Поволжью. Через портовые города Крыма Хазария участвовала и в причерноморской торговле с Византией.
Контроль над важными транзитными путями привёл к тому, что в IX—X веках основной (но не единственный) источник доходов Хазарии стали составлять торговые пошлины. Итиль превратился в крупнейший торговый пункт. При этом сами хазары сохраняли традиционный кочевой уклад и международной торговлей не занимались. Она находилась в руках иудейских и мусульманских общин. Хазария славилась как крупный рынок по перепродаже меха и рабов. Предметом собственного экспорта были рыбий клей и овцы.
Хазария чеканила собственную монету, хотя вопрос о регулярности этого процесса остаётся открытым. На территории хазарского Подонья обнаружена серия подражаний арабским дирхемам (крупнейшим по числу монет является Девицкий клад). В кладах Восточной Европы и Скандинавии известны дирхемы с надписью «Земля хазар». Несколько монет относятся ко 2-й половине IX — началу X века, остальные — к 830-м годам. К этому же времени относятся пять дирхемов, на которых вместо надписи «Мухаммед — посланник Бога» стоит «Моисей — посланник Бога».

## Религия
Первоначально хазары придерживались традиционных языческих верований. Главное место в пантеоне занимал бог неба Тенгри. Каган считался воплощением покровительства этого бога. Он обладал кутом — особой жизненной силой, которая обеспечивала счастье народа. Языческий культ правителя в конечном итоге превратил кагана в бездействующего сверхсакрализованного полубога. Арабские авторы отмечали, что вера хазар сходна с верой тюрков, но её подробных описаний не оставили. Тем не менее, в письменных источниках сохранилось несколько ярких свидетельств, позволяющих судить о мировоззрении кочевого населения Хазарии. Ближайшие соседи и вассалы хазар — дагестанские «гунны» помимо Тенгри поклонялись богу молний Куару и женскому божеству плодородия, в котором видят аналогию древнетюркской богине Умай. Также они верили в богов дорог, поклонялись солнцу, луне и небесному грому. Похороны знатных людей сопровождались человеческими жертвоприношениями и ритуальными плясками, в которых обнажённые воины бились на мечах, а зрители в знак скорби наносили себе порезы. Для отправления языческих обрядов использовались капища, в которых находились идолы, и священные рощи. Культ священных деревьев имел широкое распространение среди населения каганата (отмечен в разных частях Хазарии: у «гуннов», в крымском городе Фуллы и в стране Сарир). Деревьям приносили в жертву коней, кровью которых окропляли землю, а головы и шкуры развешивали на ветвях. О практике жертвоприношений у собственно хазар красноречиво свидетельствует эпизод, случившийся в 711 году, когда после смерти знатного тудуна была устроена тризна, называемая древнетюркским словом догия. По некоторым сведениям, хазары сжигали покойников и поклонялись огню. Каган участвовал в ритуале гадания. Стоя перед огромным костром, он разговаривал с ним и издавал рычание. По цвету пламени определялось будущее: белый огонь предвещал засуху, зелёный — плодородие, красный — кровопролитие, жёлтый — болезни, чёрный означал, что каган должен умереть. Хазарские жрецы, как считалось, обладали способностью вызывать дождь. Известно, что жители Беленджера поместили тело убитого ими в 653 году арабского полководца Салмана ибн Раби в особый гроб и использовали его как магическое средство при вызове дождя. По преданию, тюркские народы владели волшебным дождевым камнем. В разное время принадлежность камня оспаривалась разными народами, в том числе хазарами. Существовало представление, что вызов дождя и холода использовался во время сражений. Некоторые версии легенды даже связывают секрет вызова дождя с установлением у хазар каганата. В одном из поздних древнерусских сочинений упоминаются хазарские волхвы.
Однако расположение на стыке христианского и исламского миров, а также исключительное влияние иудейских общин привело к сложению в Хазарии уникальной конфессиональной ситуации: проникновению и сосуществованию трёх монотеистических религий. Известны позитивные отклики о Хазарии от представителей всех этих вер. В Итиле и Семендере мирно уживались христиане, мусульмане, иудеи и язычники. А жители Хунзана в царстве Сарир (возможно, речь идёт о Семендере), если верить источникам, даже исповедовали три веры одновременно: по пятницам вместе с мусульманами посещая мечеть, в субботу с евреями — синагогу и в воскресенье с христианами — церковь, желая «достигнуть истины всех религий».
Хронологически первым в пределы Хазарии пришло христианство. Этому способствовала как близость Византии, так и знакомство хазар с христианскими государствами Закавказья. Уже в VII веке в Дагестане фиксируется появление христианских церквей. В 682 году один из вассалов хазар князь дагестанских «гуннов» Алп-Илитвер крестился и принял албанского епископа Исраела, который уничтожил языческую святыню — священный дуб. В традиционно христианском Крыму во время владычества хазар продолжалось строительство церквей. Известна эпиграфическая надпись из Горного Крыма, сделанная на греческом языке, в которой со ссылкой на правящего кагана и тудуна сообщается о строительстве храма. Большая христианская община существовала в Семендере. Византия придавала серьёзное значение миссионерской деятельности, что подвигло её на учреждение особой митрополии, центр которой находился в крымском городе Дорос (совр. Мангуп), а территория охватывала владения хазар. В конце VIII века в Хазарии упоминается епископ, которым стал беглый византийский солдат, укрывшийся здесь от преследований иконоборцев, а в 920 году константинопольский патриарх Николай Мистик поручал епископу Херсонеса лично отправиться в Хазарию и рукоположить там епископа, поскольку об этом просило прибывшее в Византию хазарское посольство. Хазары-христиане, если верить одному из толкований неясного места в «Повести временных лет», были в дружине князя Игоря. Из вассалов каганата крупнейшей новообращённой территорией стала Кавказская Алания, хотя в среде её верхушки была и иудейская партия, и аланский царь под давлением хазар на время перешёл из христианства в иудаизм.
Знакомство с исламом произошло во время арабо-хазарских войн. После поражения, понесённого от арабов в 737 году, каган будто бы временно принял ислам и его примеру последовали многие подданные. Согласно сохранённому рассказу, основы веры правителю объяснили двое факихов — Нух ибн ас-Саиб ал-Асади и Абд ар-Рахман ал-Хаулани. Наибольшее замешательство у кагана вызвал запрет употреблять вино и нечестивое мясо. Происходило ли подобное обращение в действительности, не ясно. Массовое проникновение ислама началось в последующий период в результате становления торговых отношений. В Итиле возникла мощная мусульманская община, пополнявшаяся выходцами из разных стран Халифата. Исламской являлась царская гвардия, а по сообщениям арабских писателей исламские минареты были выше, чем дворец царя. В 854/855 году 300 семей хазарских мусульман переселились в закавказский город Шамкор. Хазарские колонии были и в других городах Халифата. Известно, что в несколько более позднее время в Дамаске существовали хазарская и касожская мечети, вероятно, основанные купцами. В нач. X века ислам в качестве оппозиционной идеологии приняли зависимые от хазар волжские булгары. Археологические исследования выявили неизвестную по письменным источникам группу мусульманского населения в Донецкой степи (в среднем течении Северского Донца). Ислам стал религией большей части хазар и чуть позже хазарского царя в последующие годы после разгрома и потери независимости Хазарским государством, но окончательно смог укрепиться в этом регионе только в эпоху Золотой Орды.
Миграции в Хазарию евреев шли из трёх источников: с Ближнего Востока (Ирака), Хорасана и Византии. Крупным центром еврейских поселений с античных времён являлся Боспор. В пределах Дагестана иудейские общины оказались в VI веке в результате Маздакитского восстания в Иране. Источники сохранили легенду о религиозном диспуте, который был устроен по желанию хазарского правителя между проповедниками трёх религий; согласно поздней еврейской традиции, проповедника-раввина звали Исаак Сангари. Иудаизм был выбран по той причине, что его положения признали как ислам, так и христианство. Уникальность ситуации заключается в том, что иудаизм не предполагает массового обращения неевреев. В средневековой литературе были распространены две точки зрения на обращение хазар. Одна часть источников утверждает, что хазары перешли в иудаизм, другая (меньшинство) — что они изначально были евреями и только укрепились в вере. Современные учёные среди причин хазарского выбора называют желание сохранить независимость как от Византии, так и от Халифата или указывают на связи иудеев с частью хазарской знати.
Согласно сохранившимся данным, процесс иудаизации был длительным и, по-видимому, иудаизм не сразу стал правящей религией. Установление ортодоксального (раввинистического) иудаизма связано с деятельностью царя Обадии, который выстроил синагоги и ввёл Мишну и Талмуд. В Хазарию начали переселяться евреи из других стран. Особенно массовой была миграция в правление Иосифа, когда в Византии начались еврейские гонения. Хазарский царь в ответ начал преследование христиан. В литературе, особенно публицистической, принятие иудаизма часто безосновательно связывают с упадком каганата (на самом деле кризис начался примерно на 100 лет позже), и эта тема нередко является предметом недобросовестных спекуляций. Единственным источником, где встречается соотнесение такого рода, является зороастрийский трактат Денкарт, в котором христианство обвиняется в упадке Рима, иудаизм — в упадке хазар, а манихейство — в упадке Уйгурского каганата. Что касается степени распространённости иудаизма в Хазарии, то взгляды исследователей весьма разнятся. Более взвешенные оценки, называющие только высший слой правящего класса, опираются на археологические источники, где следы иудейского культа ничтожно малы. С точки зрения археологов, в IX—X вв. Хазария вообще не была глубоко затронута монотеистическими религиями, как иудаизмом, так и христианством, и исламом. По-видимому, для более глубокого проникновения хазарскому иудаизму просто не хватило времени.

## Список хазарских правителей
Династическая информация чрезвычайно скудна из-за отсутствия собственно хазарских памятников VII—IX вв. В сообщениях иноязычных хроник имена бывают искажены, иногда вместо них фигурируют персонифицированные титулы. Достоверно известны имена трёх каганов, правивших в VIII веке. По одному правителю известно за VII век (в период, когда хазары ещё не отделились от тюрок) и IX век. В двух древнетюркских эпитафиях на территории Монголии обнаружено упоминание о вожде Кадыр Касаре, который с высокой степенью вероятности может быть признан правителем хазар в VI веке.
Ниже перечисляются все известные каганы, с указанием дат их упоминания в источниках и описанием событий, в связи с которыми о них говорится.
Докаганатский период
- Хазар (в сирийск. варианте Хазариг)[155]
мифический прародитель хазар. Каких-либо деяний источники ему не приписывают.
- Кадыр Касар, 2-я пол. VI века[156]
современник тюркского кагана Бумына (ум. 552), погибший вскоре после его смерти.
- Джебукаган (в визант. варианте Зиевил), уп. 626—630[157]
лидер хазар во время ирано-византийской войны VII века. Возможно, под этим именем скрывается каган западных тюрков Тон Ябгу.

Каганы
- Ибузир Гляван, уп. 704—711[158]
правил в период ссылки Юстиниана II.
  - Барджиль (в др. вариантах Барсбек, Барджик), уп. с 722 — ум. 731[159]

сын правящего кагана, командовал армией в войнах с арабами.
- Парсбит, уп. 730[160]
регентша при несовершеннолетнем наследнике. Мать кагана, скончавшегося в том же году. Барджиль в этот момент был жив, но престол не занимал.
- Вирхор, уп. 732—750-е[161]
выдал дочь Чичак замуж за будущего византийского императора Константина V.
- Багатур, уп. 759—763[162]
правил во время кампании 762/763. Его дочь двумя c половиной годами ранее вышла замуж за арабского наместника Армении.
- Захария, уп. 860—861[163]
каган в период посольства в Хазарию Константина Философа.
- ?..ут, время правления неизвестно[164]
фрагмент имени из эпиграфической надписи в Горном Крыму.

Беки
В русскоязычной литературе беков принято называть царями. Из письма Иосифа Хасдаю ибн Шапруту известен список 10 поколений династии, начиная с Обадии. Возможно, что серединная часть списка является искусственно раздутой (в краткой редакции письма список состоит из 9 поколений, в редакции Иегуды Барселонца — из 5). Более подробная информация о деятельности трёх последних царей приводится в письме неизвестного хазарского еврея. Там же первый правитель, перешедший в иудаизм (неясно Булан или Обадия), назван еврейским именем Сабриель. По-видимому, первые (тюркские) имена имелись у всех царей. Одно из них сохранилось в «Истории Дербента», где царь хазар, правивший в 901 году, именуется К-са ибн Булджан. Другое — у ал-Йакуби (ок. 891 года), который упоминает заместителя хазарского кагана по имени Йазид Булаш.
- Обадия — предположительно современник арабского халифа Харуна-ар-Рашида (786—809)
- Езекия
- Манассия I
- Ханукка
- Исаак
- Завулон
- Манассия II (Моисей)
- Нисси
- Аарон I
- Менахем
- Вениамин 880—900-е
- Аарон II 900—930-е
- Иосиф после 932—960-е — написал письмо Хасдаю ибн Шапруту не позднее 961. Датировка правления последних трёх династов дана по А. П. Новосельцеву[168].

## Основные источники
История хазар отражена в различных письменных источниках, бо́льшая часть из которых оставлена соседними с хазарами народами, имевшими устойчивую письменную традицию. Освещение хазарской истории не является равномерным. Источники V—VI веков хазар практически не знают, так как те в это время находились в тени более могущественных народов. В более поздних хрониках, сведения о хазарах применительно к данной эпохе есть, но они зачастую анахроничны. В период VII—VIII веков, когда хазарская держава находилась на пике могущества, преобладают сведения, связанные с хазарскими завоеваниями. Многие из этих данных были записаны позднее, не ранее середины IX века. Во второй половине IX века с формированием арабской географической науки появились описания внутреннего устройства Хазарии. Самым информативным в источниковедческом плане является X век, так как от него дошли, во-первых, собственно хазарские памятники, а во-вторых, несколько произведений, написанных современниками событий и специально посвящённых описанию иностранных государств, в том числе Хазарии (Ибн Фадлан, Константин Багрянородный).
Хазарские источники. Текстов на хазарском языке не обнаружено, хотя какие-то хазарские летописи, скорее всего, существовали, так как о них есть упоминания. Тем не менее, собственные хазарские памятники существуют. Они представлены так называемой «Еврейско-хазарской перепиской», включающей в себя два письма на иврите, из которых одно написано хазарским царём Иосифом (около 961 года), а другое (так называемый «Кембриджский Аноним») его подданным — анонимным евреем (около 949 года). В обоих документах приводятся сведения о происхождении хазар, обстоятельствах принятия ими иудаизма, правящих царях и их деятельности, а также географии Хазарии. Недавно был открыт ещё один источник еврейско-хазарского происхождения — автограф рекомендательного письма из иудейской общины Киева (X век). Некоторые из его подписантов наряду с еврейскими носили хазарские (тюркские) имена, что стало подтверждением практики прозелитизма в каганате. Последняя фраза в письме написана разновидностью древнетюркских рун. Подобные надписи (очень краткие) обнаружены в ходе археологических исследований. Дешифровать их пока не удаётся.

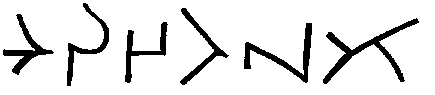
Руническая надпись в письме еврейской общины Киева, X век

Арабо-персидские источники. Самый большой и разнообразный массив сведений как в количественном, так и в качественном плане содержится в источниках из стран Халифата. Они представлены двумя жанровыми группами: историческими и географическими произведениями, которые отражают, соответственно, два рода контактов между Хазарией и исламским миром. Исторические сочинения посвящены хазаро-иранским и хазаро-арабским столкновениям, а географические — мирному взаимодействию, основанному на торговле. В первом случае речь идёт об эпохе VII—VIII веков, когда арабы сталкивались с хазарами в битвах за Закавказье, во втором — о IX — середине X веков, когда через Хазарию была налажена торговля и в Итиле возникла мусульманская община. Для более раннего периода (VI век) арабы черпали сведения из сасанидских хроник, которые до наших дней не сохранились. Среди авторов-историков нужно назвать Халифу ибн Хаййата, Белазури, ал-Йакуби, ат-Табари, ал-Куфи и др. Сведения о роли хазар на Кавказе в эпоху заката каганата можно почерпнуть в более поздней по времени становления региональной историографии граничащих с Хазарией прикаспийских областей, которая сохранилась плохо. Хроники Дербента и соседних областей частично уцелели в составе сочинения турецкого автора Мюнеджжим-баши.
Многие вопросы хазарской истории было бы невозможно реконструировать без географических произведений. Эта группа источников обладает исключительной источниковедческой ценностью, поскольку сочинения, во-первых, создавались современниками событий, а во-вторых, были специально посвящены описанию внутреннего устройства чужих народов, чего не было в христианской историографии. По представлениям арабов, Хазария располагалась в предпоследней из обитаемых областей — шестом климате Земли. Её территория первоначально представлялась страной демонических народов Гога и Магога, но по мере развития контактов, на смену фантастическому взгляду пришёл реальный. Именно из арабской географии известны подробности хазарского двоевластия (о лишённом власти кагане и беке), некоторые обстоятельства иудаизации хазар и степень распространения иудаизма, описания хазарских городов, из которых подробнее всего охарактеризована столица. Огромную важность имеют прямые и косвенные указания об этнической принадлежности хазар. Среди географических работ наибольшее значение имеют «книги путей и стран», посвящённые описанию торговых маршрутов. Первым из сохранившихся произведений этого рода является труд Ибн Хордадбеха (середина IX века). К этому же времени относится информация Ибн Русте и Гардизи, чьи данные о народах Восточной Европы заимствованы из несохранившегося труда бухарского учёного ал-Джайхани. Обстановка X века отражена у географов так называемой «классической школы»: Истахри, Ибн Хаукаля, Мукаддаси. Последние два автора помимо прочего дают ценные сведения о падении Хазарии. К этому кругу примыкают труды знаменитых путешественников — Ибн Фадлана и ал-Мас’уди, которые побывали у границ Хазарии. Первый в 922 году посетил Волжскую Булгарию, а второй в 930-е годы — Южный Прикаспий.
Византийские источники. Греческие известия о хазарах относительно немногочисленны, поскольку византийская историография этого времени переживала состояние упадка. Для первого периода истории каганата имеют значение два произведения, восходящие к общему источнику: «Хронография» Феофана Исповедника, написанная в нач. IX века и «Бревиарий» патриарха Никифора, созданный чуть ранее. Византийцы сохранили наиболее чёткое определение момента возвышения хазар, которое они связывали с разгромом Великой Болгарии. Этот взгляд (подкреплённый хазарским преданием в письме Иосифа) перешёл в современную науку. Сведениями о поздней Хазарии мы обязаны императору Константину Багрянородному. В 948—952 годах он написал в качестве наставления для своего сына Романа трактат «Об управлении империей», где собрал информацию о народах, окружающих Византию, и дал откровенные советы, как себя с ними вести. Среди сообщений о Хазарии там есть подтверждение арабских данных о двоевластии, уникальные свидетельства о построении Саркела, хазаро-венгерских, хазаро-печенежских и хазаро-аланских отношениях, а также едва ли не единственное упоминание о каких-то смутах в каганате (в связи с мятежом каваров).
Другой важный источник сведений представлен житийной литературой, герои которой, несмотря на специфику жанра, действуют в реальной политической обстановке. Памятники сохранились как в греческих, так и в славянских редакциях. О Хазарии упоминают «Житие Иоанна Готского» (для событий конца VIII века), «Житие Стефана Сурожского» (вторая половина VIII века) и ряд других. Особенно стоит отметить «Житие Константина», где описан визит миссионера в Хазарию в 861 году и приводится христианская версия хазарской полемики.
В византийской литературе топоним Хазария сохранялся дольше всего. Это название закрепилось за Восточным Крымом. Позже оно перешло в итальянские документы и применялось вплоть до XVI века.
Армянские источники. Важнейшее значение имеют источники на древнеармянском языке, многие из которых составлены современниками описываемых событий. Они отражают период VII—VIII веков, когда хазары, которых здесь называли «северными варварами», хозяйничали в Закавказье. Правителя хазар армянские источники именовали «царём севера», противопоставляя его «царю запада» — византийскому императору и «царю юга» — арабскому халифу. Армянская историография оставила наиболее ранние описания хазар, в некоторых из них деятельность хазар переносится в первые века нашей эры, что является анахронизмом. Незаменимыми источниками по начальной хазарской истории являются «Армянская География», созданная в конце VII века Ананием Ширакаци, и «История страны Алуанк» Мовсеса Каланкатваци, посвящённая истории Кавказской Албании. Также стоит отметить «Историю императора Иракла» Себеоса, историка VII столетия, с данными о положении в Закавказье в период выступления хазар на историческую арену и «Историю» Левонда, автора VIII века, где с позиции независимого наблюдателя описываются арабо-хазарские войны. Небольшие известия о хазарах встречаются и у более поздних армянских историков (Степанос Таронский, Товма Арцруни и др.).
Грузинские источники. Из грузинских источников ценные сведения о хазарских мероприятиях во второй половине VIII века содержатся в своде летописей «Картлис цховреба» (IX—XIV века) и в агиографическом сочинении «Мученичество св. Або Тбилисского».
Сирийские источники. Считается, что первое бесспорно достоверное известие о хазарах содержится в сирийской хронике псевдо-Захария второй половины VI века. Событийная история хазар получила отражение в трудах Агапия Манбиджского (X век), Михаила Сирийского (XI век) и Бар Гебрея (XII век).
Русские источники. Свидетельств о хазарах восточнославянского происхождения относительно немного. Это связано с тем, что древнерусское летописание началось после падения каганата. Основной источник — «Повесть временных лет», куда данные о хазарах попали частично из византийской литературы, а в своей оригинальной части, вероятно, из устной традиции. Часть известий читается также в Новгородской I летописи и происходит, как предполагается, из свода, составленного в 1070-е годы летописцем Никоном — киево-печерским монахом, долгое время проживавшим в Тмутаракани. С точки зрения характеристики русско-хазарских отношений информация предельно лаконична, но она проливает свет на систему взаимоотношений хазар с зависимыми народами. А такие данные сами по себе очень редки. После 965 года, которым в летописи датируется разгром хазарского войска Святославом, упоминается посольство хазарских иудеев к Владимиру в 986 году, а затем хазары фигурируют только в связи с событиями в Тмутараканском княжестве. Другим древнерусским источником, упоминающим о хазарах, является «Память и похвала князю Владимиру» Иакова Мниха (вторая половина XI века), где приводятся неизвестные по летописи подробности хазарской политики Владимира. В древнерусской литературе имеется повесть XIV века «О царе Казарине и о жене его», сюжетом которой является переиначенная история Юстиниана II, женатого на хазарской принцессе.
Еврейские источники. Отдельные упоминания о хазарах имеются у еврейских авторов. Из современников — у путешественника Элдада га-Дани (вторая половина IX века), в письмах главы вавилонской диаспоры — гаона Саадии (первая половина X века), у караимского богослова ал-Киркисани (937 год), а также в итальянском хронографе Иосиппон (середина X века). Из поздних источников самым важным является книга Иегуды Галеви «Кузари», имеющая своим сюжетом религиозную полемику при обращении хазар. Автор стремился доказать торжество иудаизма, и построил повествование в форме вымышленных диалогов хазарского царя с еврейским проповедником. Галеви ссылается на хазарские летописи и называет точную дату хазарского обращения. Отношение раббанитских авторов к хазарам было положительным или нейтральным, тогда как караимы в большинстве случаев отзывались о них негативно.
Западно-европейские источники. Произведения, созданные в христианской Европе, оригинальных известий о хазарах практически не содержат, но представляют определённый интерес с точки зрения подтверждения некоторых фактов и помогают понять, как сведения о хазарах распространялись во внешнем мире. Впервые в латиноязычных сочинениях хазары упоминаются около 700 года в «Космографии» Равеннского Анонима. Несколько раз они упомянуты в «Баварском географе». Около 864 года аквитанский монах Христиан из Ставело, отметил, что хазары исповедуют иудаизм. Итальянский дипломат Лиутпранд Кремонский, посетивший Константинополь в 949 году, упоминает хазар среди соседей Византии.
Венгерские исторические сочинения, так называемые «Деяния венгров», возникли достаточно поздно (на рубеже XII—XIII веков) и переносят реалии своей эпохи на древние времена. Сведений о хазарах в них практически нет. За исключением единственного упоминания в сочинении Венгерского Анонима, где говорится о проживании хазар в одной из областей Подунавья.

## Археология

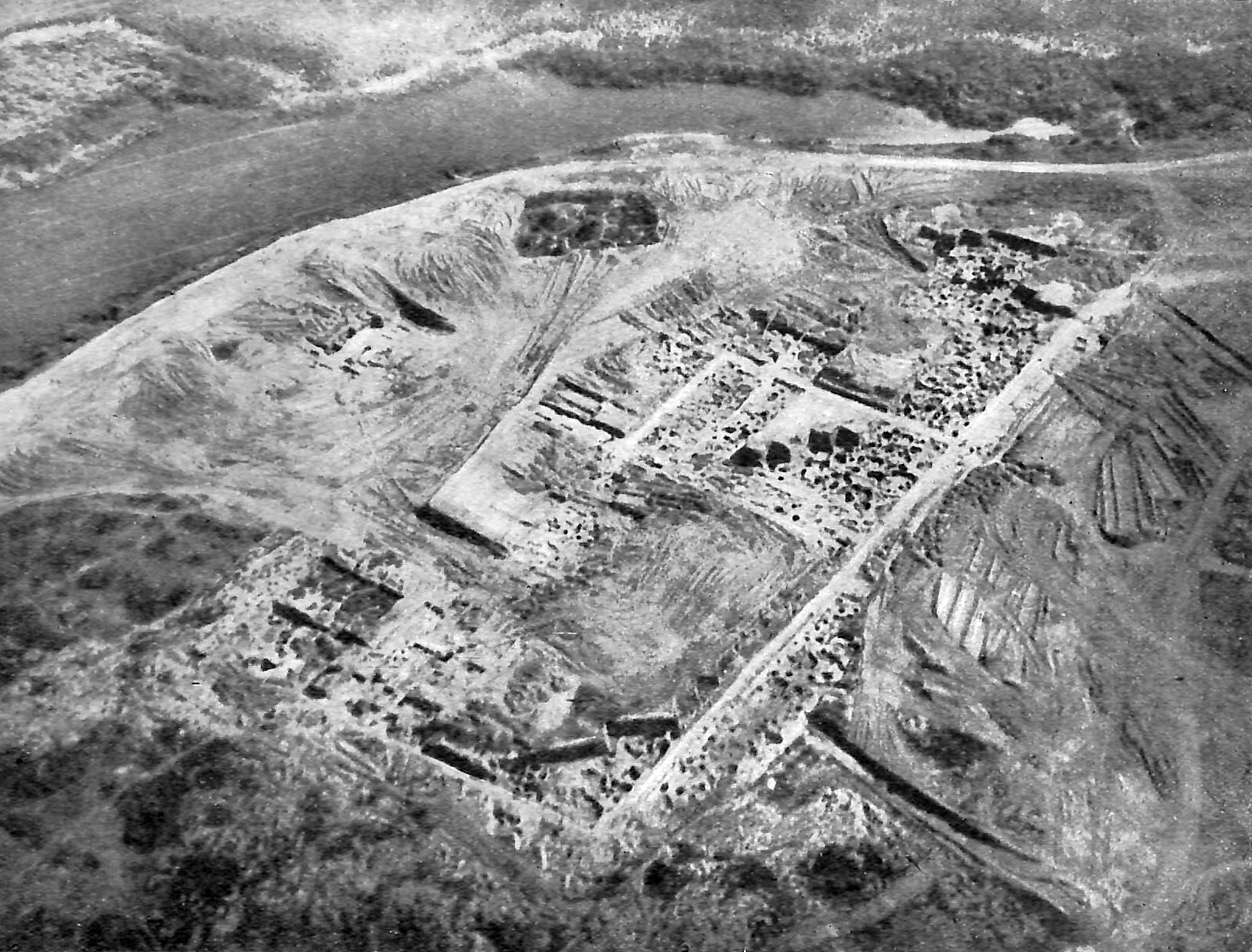
Место хазарской крепости Саркел. Раскопки под руководством Михаила Артамонова. Аэрофотоснимок, 1951 год

До настоящего времени не существует общепринятых критериев для идентификации собственно хазарского этноса, а территория коренной Хазарии (особенно Нижнее Поволжье) обследована недостаточно. Памятники на основной территории каганата (Подонье, Приазовье, Крым) связываются, по господствующей точке зрения, с салтово-маяцкой археологической культурой. Её носителями в лесостепной зоне было аланское население, а в степной — тюркское.
Исследования, начавшиеся в начале XX века, были продолжены в советское и постсоветское время и позволили обнаружить большое количество протогородских центров и укреплений. Из них с городами письменных источников достоверно отождествлены только Саркел — Левобережное Цимлянское городище (затоплено Цимлянским водохранилищем) и Самкерц-Таматарха — Таманское городище. Идентификация Беленджера и Семендера среди дагестанских городищ носит дискуссионный характер. Что касается столицы Итиля, то его следы достоверно не обнаружены. Долгое время предполагалось, что он мог быть затоплен из-за изменения уровня Каспийского моря, с 2008 года в археологической литературе рассматривается версия о нахождении Итиля на Самосдельском городище в Астраханской области на месте города времён Золотой Орды (43 км ниже Астрахани, на правом берегу реки Старая Волга, исследуется с 1990 года). Такая идентификация базируется на принадлежности городища к домонгольскому времени, единственного такого рода в Астраханской области. Планиграфия городища совпадает с тем, что известно о Итиле из письменных источников.
В 2019 году в Астраханской области были найдены отложения крупного поселения хазарского времени. Летом 2022 года были организованы раскопки возле села Бараний Бугор, в ходе которых археологи обнаружили большое количество костей животных и предметов из керамики и металла. Данные находки указывают на городской характер культурного слоя, и, по предположению учёных, это поселение может оказаться до сих пор не найденной столицей Хазарии.
Летом 2023 года студенты и преподаватели Белгородского государственного университета во время археологической практики обнаружили в дельте Волги на территории Камызякского района Астраханской области четыре поселения столичного региона Хазарского каганата, относящиеся к VIII—X векам. В культурном слое были найдены фрагменты глиняных кувшинов, строительная керамика, останки костей животных и другие древние артефакты, которые указывают на оседлый образ жизни населения.
К числу проблем хазарской археологии относится более тесная интеграция полевых данных с письменной историей.

## История изучения

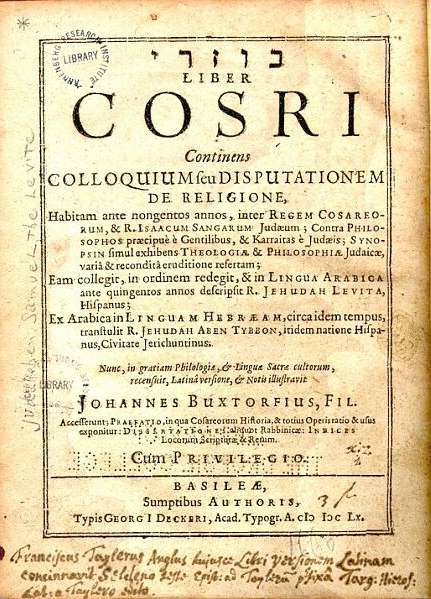
Обложка издания «Liber Cosri» 1660 год

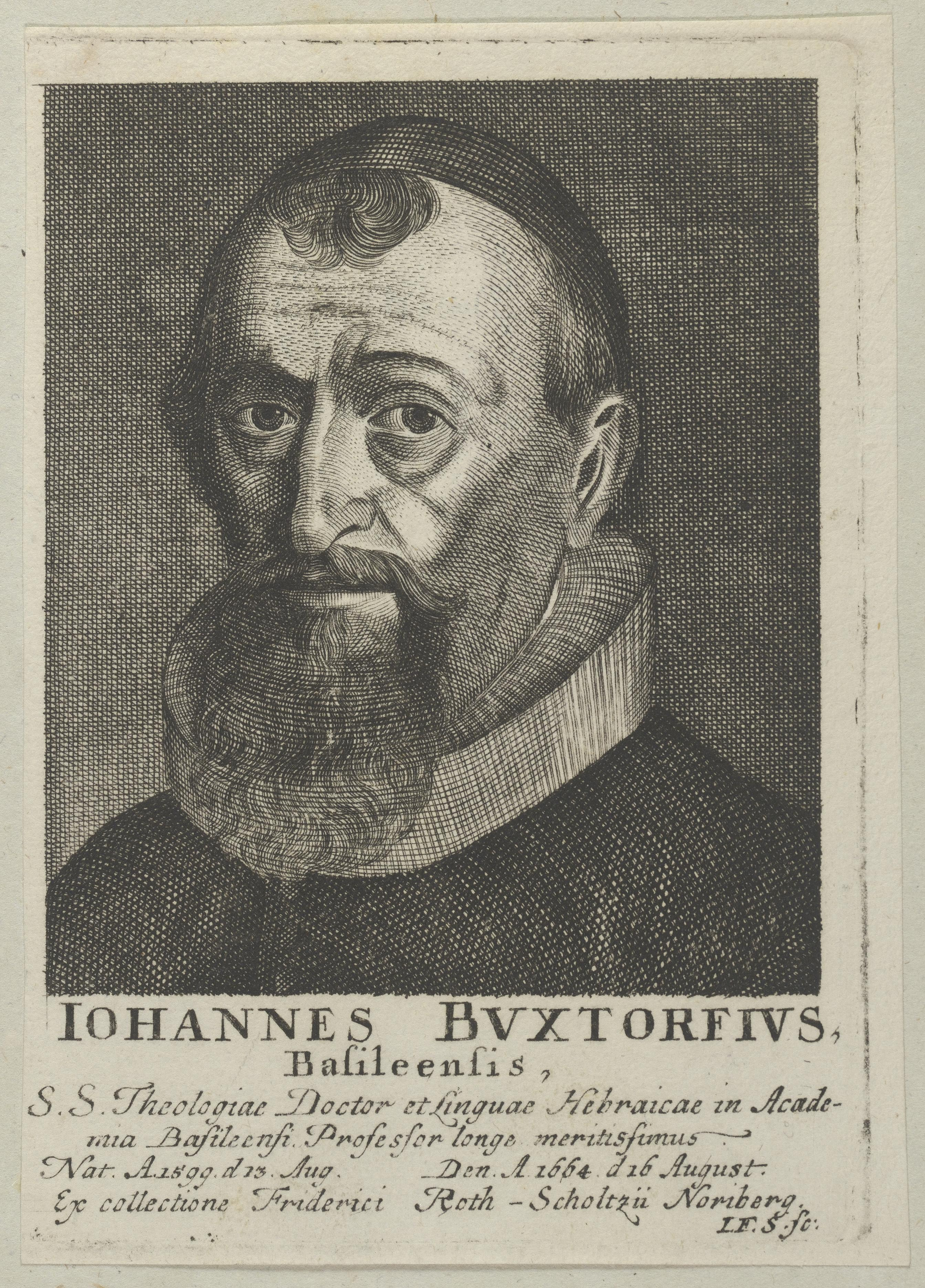
Иоганн Буксторф-младший

Возникнув и долгое время развиваясь в качестве отрасли востоковедения, хазароведение ныне включает в себя три основных направления:
- изучение Хазарии как самостоятельного объекта истории
- изучение в связи с национальной историей взаимодействовавших с хазарами народов
- археологическое изучение

Ведущими центрами исследований являются Россия и Украина, страны Западной Европы, США, а также Венгрия и Израиль.
XVII—XVIII века
Хазароведение как научная дисциплина берёт своё начало с открытия «Еврейско-хазарской переписки». В 1660 году её опубликовал и перевёл на латынь немецкий гебраист И. Буксторф-младший. Он поместил «Переписку» в приложении к сочинению Иегуды Галеви и посчитал литературным вымыслом. Сам факт существования хазар долгое время вызывал сомнение, до тех пор пока о них не накопилось достаточно сведений. Первая специальная работа о хазарах была написана датским историком П. Сумом в 1754 году, вторая — шведским историком И. Тунманном в 1774 году.
Почти одновременно с Европой интерес к хазарам возник в России. Русских интеллектуалов хазары интересовали, прежде всего, в связи с историей восточного славянства. Первым научным трудом здесь можно считать написанную в 1692 году «Скифскую историю» дьяка Андрея Лызлова, который поставил своей целью изложить историю контактов Руси с кочевым миром и упомянул хазар, отметив их участие в закавказских войнах византийского императора Ираклия. Справка о хазарах, суммировавшая сведения о них в славянских и византийских памятниках, была составлена митрополитом Дмитрием Ростовским (1700). По большинству фактов она не устарела и сегодня. На Украине летописная форма этнонима — «козары» — вызвала к жизни представление о хазарах как родоначальниках казачества. Такая теория отстаивалась в ряде казацких сочинений кон. XVII—XVIII веков. Первоначально она возникла в польской историографии. Некоторые российские историки XVIII века (В. Н. Татищев, В. К. Тредиаковский, П. И. Рычков) тоже придерживались версии славянской принадлежности хазар, полемизируя по этому вопросу с Г. З. Байером, который считал хазар турками. В. Н. Татищев, будучи автором первого общего труда по истории России, подчёркивал, что русским историкам предстоит сыграть ключевую роль в изучении древних народов. Татищев прокомментировал несколько эпизодов хазарской истории. В частности, обратил внимание на факт хазарского двоевластия и отметил господство хазар в Крыму. Среди т. н. «татищевских известий» информации о хазарах почти нет. В ранних дискуссиях, связанных с норманнской теорией, отношение к хазарам не вызывало особых разногласий. Они рассматривались как фактор, оказавший влияние на образование Русского государства. В историографии XVIII века утвердилось мнение, что непосредственной причиной, побудившей славян призвать Рюрика, была хазарская опасность. Вкладом Г. З. Байера и Г. Ф. Миллера в хазарскую тему было рассмотрение вопроса о хазарской дани полян и введение в научный оборот сообщения Бертинских анналов о «кагане русов». Оригинальную точку зрения о тождестве хазар и варягов выдвинул Г. Эверс, и он же одним из первых обратил внимание на существовавший в Хазарии феномен религиозной терпимости. А. Х. Лерберг написал специальную работу о крепости Саркел, обосновав её местонахождение на Дону.
XIX век
Мощный толчок исследованиям был дан в 1-й трети XIX века с введением в научный оборот арабских источников. Для воссоздания хазарской истории их впервые широко привлёк немецкий востоковед Ю. Г. Клапрот (1823). Среди важнейших имён необходимо отметить работавшего в Петербургской академии наук немецкого учёного Х. Д. Френа, опубликовавшего «Записку» Ибн Фадлана (1822—1823), и французского учёного д’Оссона, чья знаменитая книга «Народы Кавказа, Северного Причерноморья и Прикаспия в X веке» (1828) содержала тщательную сводку свидетельств арабских географов. Она служила источником сведений для нескольких поколений исследователей, не владеющих восточными языками. Почти все ранние арабские источники, важные для хазарской темы, были изданы целиком в знаменитой серии BGA голландского арабиста М. де Гуе. В середине столетия специальные работы о хазарах выходили у Л. Вивьен де Сен-Мартена, Д. Касселя, Г. Говорса и других европейских ориенталистов. Вывод о тюркском происхождении хазар и хазарского языка среди европейских учёных ещё долго не был общепринятым. Влиятельная часть исследователей относила хазар к финно-уграм.

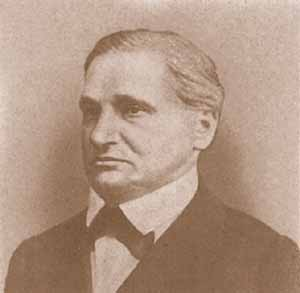
В. В. Григорьев

Начало монографического изучения хазар в России было положено в 1834 году статьёй востоковеда (на тот момент ещё студента Восточного отделения Санкт-Петербургского университета) В. В. Григорьева «Об образе правления у хазаров». Статья открывалась очень яркой положительной характеристикой, которую в качестве своеобразного девиза считали своим долгом процитировать многие последующие исследователи:

«Необыкновенным явлением в Средние века был народ хазарский. Окружённый племенами дикими и кочующими, он имел все преимущества стран образованных: устроенное правление, обширную, цветущую торговлю и постоянное войско. Когда величайшее безначалие, фанатизм и глубокое невежество оспаривали друг у друга владычество над Западной Европой, держава Хазарская славилась правосудием и веротерпимостью, и гонимые за веру стекались в неё отовсюду. Как светлый метеор ярко блистала она на мрачном горизонте Европы и погасла, не оставив никаких следов своего существования». Оригинальный текст (рус. дореф.)Необыкновеннымъ явленіемъ въ Средніе Вѣка былъ народъ Хазарскій. Окруженный племенами дикими и кочующими, онъ имѣлъ всѣ преимущества странъ образованныхъ: устроенное правленіе, обширную, цвѣтущую торговлю и постоянное войско. Когда величайшее безначаліе, фанатизмъ и глубокое невѣжество оспоривали другъ у друга владычество надъ Западною Европою, Держава Хазарская славилась правосудіемъ и вѣротерпимостію, и гонимые за Вѣру стекались въ нее отвсюду. Какъ свѣтлый метеоръ, ярко блистала она на мрачномъ горизонтѣ Европы, и погасла, не оставивъ никакихъ слѣдовъ своего существованія.

В дореволюционной России после Григорьева вышло три специальные работы по хазарам — Д. И. Языкова (1840), Г. С. Саблукова (1849) и П. В. Голубовского (1888). Их целью было собрать весь имевшийся на тот момент материал. В общих классических трудах по русской истории (Н. М. Карамзина, С. М. Соловьёва, В. О. Ключевского и др.) сообщения о хазарах сводились в основном к пересказу летописных сведений с краткой характеристикой хазар по другим доступным источникам. Отношение к хазарам было благожелательным. По общему мнению хазарское иго считалось сравнительно мягким, а сами хазары отделялись от других степных племён как более цивилизованный народ, обладавший, по выражению Карамзина, «гражданскими обычаями». Историческая роль Хазарии виделась в том, что она способствовала развитию славянской торговли и служила барьером от нашествий кочевников. Историки конца XIX — начала XX вв. также разделяли данный взгляд, отметив в качестве ещё одной исторической заслуги хазар распространение славянской колонизации в междуречье Днепра и Дона. Спор, аналогичный «норманской проблеме», в отношении хазар не сложился. «Хазарская проблема» оставалась экзотической и, в целом, находилась на периферии исследовательских интересов по сравнению с византийским и скандинавским направлениями древнерусской политики. Это было характерно и для историков-антинорманистов, которые в своих построениях также отводили хазарам скромную роль. Наиболее комплементарно из всех дореволюционных историков о хазарах отзывался В. И. Ламанский. Он считал, что хазарские правители были «такими же нашими инородными государями, как и первые Рюриковичи» и поэтому историю русской государственности следует начинать с конца VII века — не с варяжского, а с хазарского периода.
Написание слов «хазары» и «каган» долгое время варьировалось. Для первого из них в итоге утвердилась арабо-персидская форма звучания, а для второго — древнерусская. Впервые слово хазары в русском языке употребил, вероятно, Дмитрий Ростовский, а систематически стали использовать — В. В. Григорьев и другие востоковеды. Историки-русисты придерживались летописного написания козары или приближенного к нему хозары. Последний вариант вплоть до 1960-х в орфографических словарях русского языка указывался в качестве нормативного, также он является нормативным в современном украинском языке. Словосочетание Хазарский каганат появилось в XIX веке, однако до середины XX века использовалось довольно редко. 
В исследованиях 2-й пол. XIX века важнейший вклад принадлежал плеяде российских гебраистов: это собиратель караимских древностей А. С. Фиркович, в коллекции которого оказалась более полная редакция ответного письма царя Иосифа, А. Я. Гаркави, который в 1874 году осуществил её находку и публикацию, а также издал другие еврейские свидетельства о хазарах, и Д. А. Хвольсон, опубликовавший сочинение арабского географа Ибн Русте. Подлинность пространной редакции письма Иосифа (а заодно и самого письма вообще) была встречена в историографии с недоверием, поскольку некоторые рукописи и эпиграфические надписи Фиркович сознательно подделывал. Для гебраистики исключительным событием стало открытие в конце XIX века уникального собрания рукописей Каирской генизы, там обнаружились и материалы, связанные с хазарами. В тюркологии аналогичную информационную революцию произвела дешифровка орхоно-енисейской рунической письменности (выполненная В. Томсеном и В. В. Радловым).
На рубеже веков в России начались археологические исследования памятников хазарского времени. О наличии в Подонье остатков древних крепостей было известно ещё в XVII веке, они были отмечены в Книге Большому чертежу (1627). Там же были зафиксированы «козарские» и «каганские» топонимы, на основании чего в историографии давно высказывалось предположение об их возможной связи с Хазарским каганатом. В 1883 году В. И. Сизовым были начато изучение Левобережного Цимлянского городища (полноценные раскопки 1884—1885). В 1887 раскопки продолжил Н. И. Веселовский. В 1893 году Х. И. Попов выдвинул и аргументированно обосновал предположение, что остатки крепости принадлежат Саркелу. В 1900 году на Северском Донце в Харьковской губернии В. А. Бабенко был открыт Верхне-Салтовский могильник, а в 1906 году близ Воронежа на реке Тихая Сосна — Маяцкое городище (первые исследователи А. А. Спицын и А. И. Милютин). В 1901 году В. А. Городцов раскопал Зливкинский могильник, ставший эталонным для другого типа памятников салтово-маяцкой культуры. В отношении салтовских памятников сразу же встал вопрос об их этнической принадлежности. Д. И. Багалей, В. А. Бабенко и Д. Я. Самоквасов выдвинули гипотезу о принадлежности памятников хазарам, но быстро стало ясно, что носителями культуры являются аланы (из первых исследователей вывод обосновал А. А. Спицын).
1-я половина XX века
Из историков-востоковедов значительный вклад в разработку различных вопросов внесли немецкий учёный Й. Маркварт («Восточноевропейские и восточноазиатские набеги», 1903) и российский учёный В. В. Бартольд (обширная статья о хазарах для Энциклопедии ислама и ряд других). В 1912 году британский историк С. Шехтер опубликовал найденный им в Каирской генизе новый источник, связанный с «Еврейско-хазарской перепиской» (Кембриджский документ). В следующем году вышел его русский перевод, сделанный учеником Хвольсона П. К. Коковцовым. Глава о хазарах в «Истории Восточной Римской империи» Д. Бьюри (1912) считается лучшей обобщающей работой на начало XX века.

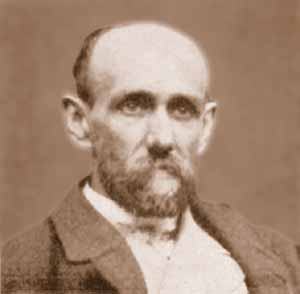
П. К. Коковцов

В межвоенный период магистральной линией в хазарских исследованиях оставалось изучение (комментированное издание) исторических источников. Причём, несмотря на политические события, русская и западная историография продолжали развиваться как единое целое. Значительный вклад внесли русские учёные в эмиграции. К 1930-м годам относятся последние крупные открытия, пополнившие корпус источников: Мешхедская рукопись с более исправным текстом «Записки» Ибн Фадлана (1924, опубликована в 1939 независимо друг от друга выходцем из России З. В. Тоганом и советским арабистом А. П. Ковалевским), «Худуд ал-алам» (1892, опубликован В. В. Бартольдом в 1930 году, в 1937 году В. Ф. Минорским издан полный перевод на англ. языке), стамбульская рукопись с сочинением Ибн Хаукаля (1938—1939, Й. Крамерс). Выдающийся труд, посвящённый каталогизации и анализу тюркской лексики в византийских источниках, издал венгерский учёный Д. Моравчик («Byzantinoturcica», 1942—1943). Новые важные исследования были предприняты и в отношении главного хазарского источника — «Еврейско-хазарской переписки». В 1924 году С. Асаф обнаружил трактат Иегуды Барселонца с древнейшим упоминанием «Переписки» и фрагментом письма Иосифа. Открытие подтвердило средневековое происхождение не только «Переписки» в целом, но и пространной редакции ответа Иосифа из рукописи Фирковича. Вскоре Я. Манн опубликовал другие сохранившиеся письма Хасдая ибн Шапрута. Плодотворная международная историография была посвящена осмыслению Кембриджского документа, чьи данные частично отличались как от письма Иосифа, так и от некоторых традиционных сведений «Повести временных лет». Наконец в 1932 году советский семитолог П. К. Коковцов осуществил критическое издание всех трёх писем «Еврейско-хазарской переписки» по всем известным рукописям. Причём со всеми рукописями он ознакомился лично, чего никому из исследователей прежде сделать не удавалось. Хотя ряд западноевропейских и советских учёных ещё некоторое время продолжали по инерции горячо отрицать аутентичность «Переписки», работа Коковцова поставила точку в многовековой дискуссии о письмах Хасдая и Иосифа. Кембриджское письмо Коковцов, изменив своё прежнее мнение, признал компиляцией, созданной после падения Хазарии.
В первой половине XX века собственные школы хазарских исследований возникли в нескольких странах: Израиле (еврейской историографии), Венгрии и Турции. 
В ранней советской историографии хазарская проблематика переживала подъём. Легитимность направления обеспечивалась «дежурной критикой» дореволюционной науки, которая будто бы уделяла хазарам недостаточно внимания. Обобщающий очерк по хазарской истории написал Ю. В. Готье (1925). Как и его предшественники, Готье высоко оценивал Хазарское государство, признавая однако, что оно имело мало своеобразных черт и неразвитую материальную культуру. С именем Готье связано окончательное формирование понятия «салтово-маяцкая культура» и идентификация её носителей с аланами. В 20-30-е годы вышло много статей о хазарском языке. Для его изучения были важны открытия, касающиеся родственного булгарского языка. Как в европейской, так и в русской лингвистике окончательно утвердился вывод о принадлежности хазарского языка к тюркской семье, а внутри неё родство с чувашским языком. В то же время советские исследователи в трактовке этногенеза хазар были вынуждены жёстко придерживаться «яфетической теории» Н. Я. Марра, которая очень запутала вопрос. Новые веяния коснулись и изучения русско-хазарских отношений. В. А. Пархоменко пошёл дальше традиционных представлений о мирном существовании славян и хазар и считал, что славяне строили свою государственность под эгидой Хазарского каганата. Поляне, по его мнению, пришли в Киев из Приазовья — непосредственно с территории Хазарии. По сути это была попытка найти противовес норманской теории. В эмигрантской историографии важность контактов Руси и Степи отстаивали евразийцы, роль хазар в истории Руси и ряд тем хазарской истории в своих трудах затрагивал Г. В. Вернадский.

Титульный лист издания «История СССР». Первое в мировой науке обобщающее исследование по истории хазар, 1939 год

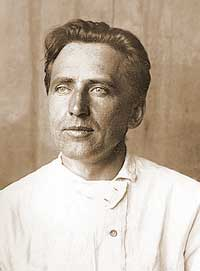
М. И. Артамонов в 1920-е гг.

Новый этап хазароведческих исследований, причём как археологических, так и чисто исторических связан с именем выдающегося советского археолога М. И. Артамонова. Считается, что именно с его работ можно говорить об обособлении хазароведения в полностью самостоятельную дисциплину. С 1929 года Артамонов руководил раскопками на Нижнем Дону. Исследовав Левобережное Цимлянское городище (1934—1936), он твёрдо идентифицировал данный памятник с Саркелом—Белой Вежей. Уникальная научная эрудиция позволяла Артамонову работать во всех трёх направлениях хазарской историографии. Параллельно с раскопками учёный трудился над созданием полной «письменной» истории каганата. В 1936 году вышла её первая часть — монография «Очерки древнейшей истории хазар».
Первые обобщающие монографии о хазарах
Процесс первичного накопления знаний завершился выходом монографий по хазарской истории. Они были написаны в СССР М. И. Артамоновым (1939/1962, «История хазар»), в США Д. М. Данлопом (1954, «История иудаизированных хазар») и в Израиле А. Н. Поляком (1943, «Хазария: История еврейского царства в Европе»). Эти работы подвели итог почти трёхсотлетнему развитию хазарских исследований, представив полную картину хазарской истории, с учётом всего корпуса известных источников.
Книга израильского востоковеда Поляка (уроженца России, выходца из Киева) стала первым научным сочинением о хазарах на иврите. В силу своего языка и склонности автора к смелым выводам эта работа оказала меньшее влияние на последующую историографию, тогда как монографии Артамонова и Данлопа заняли в ней системообразующее место. По ряду вопросов Поляк придерживался взглядов, отличных от общепринятых. Например, он утверждал, что хазарского этноса не существовало как такового. Хазария, по его мнению, состояла из четырёх крыльев: Итиля, Семендера, Саркела и Саксина (пределы последнего составляли восточную границу Хазарии и доходили до Уральских гор). Поляк не признавал подлинность писем Хасдая и Иосифа, считая их компиляцией XI века (в отношении Кембриджского письма допускал подлинность). Существование Хазарского государства он доводил до эпохи монгольских завоеваний. Русско-хазарские отношения трактовал с максимально возможной «прохазарской» позиции. Вместе с тем многие его конкретные наблюдения отличаются большой эрудицией. Будучи специалистом по средневековой истории Египта, он более активно, чем Данлоп и Артамонов обращался к поздним источникам и сравнительным наблюдениям с позднейшими тюркскими государствами. В отношении хазарского обращения Поляк придерживался взвешенного подхода, и здесь выводы трёх исследователей по существу совпали, отвергнув ряд представлений, распространённых в тогдашней историографии. Все трое не считали хазарский иудаизм караимским (поскольку в пользу этого просто нет каких-либо свидетельств), одинаково датировали правление Булана и Обадии и признали ненадёжным известие IX века о миссии Константина. Поляк считал, что хазарский иудаизм по объективным причинам не отличался учёностью и сохранял языческие пережитки, что было типично при обращении кочевников в монотеистические религии. В вопросе происхождения двоевластия Поляк был близок к взглядам Артамонова. Некоторые выводы Поляка были известны в СССР. В 1960 году он выступил с докладом на конгрессе востоковедов в Москве, а в 1964 вышла его статья на русском языке, в которой среди прочего были затронуты вопросы об упоминаниях Хазарии в поздних источниках и хазарских следах в славянской культуре. Статья Поляка с кратким изложением всей его книги должна была выйти в 1967 году, но была снята с печати из-за разрыва дипломатических отношений между СССР и Израилем. С большим запозданием она была опубликована только в 2001 году.
Артамонов свой итоговый труд частично опубликовал в 1939 году в издании «История СССР с древнейших времён до образования древнерусского государства». Издание было отпечатано в виде макета на правах рукописи небольшим количеством экземпляров и за пределами СССР осталось малоизвестным. Новая публикация была задержана послевоенной кампанией по борьбе с космополитизмом. Отдельной книгой работа вышла лишь 23 года спустя — в 1962 году.
В монографии фактически рассматривалась история многих народов Восточной Европы, входивших в каганат. Отдельные главы были посвящены предшественникам хазар по эпохе Великого переселения: савирам, утигурам и кутригурам, аварам, тюркютам, ранним булгарам, — племенам, чья история по сравнению с хазарской была ещё бо́льшим белым пятном. Артамонов в отличие от Данлопа и Поляка не мог изучать источники в оригиналах, но зато мог привлечь данные археологии. Работа имела более активную исследовательскую направленность. Чрезвычайно важными следует признать разыскания Артамонова, касающиеся иудаизации. До Артамонова считалось, что хазары выбрали иудаизм по внешнеполитическим соображениям, а сама религия, как следует из письма Иосифа, прошла в своём развитии две формы. Артамонов же, не отрицая этого, внимательно проанализировав источники, пришёл к выводу, что сначала иудаизм принял только один хазарский род. Причём момент принятия иудаизма совпадает с появлением на политической арене Хазарии бека, при котором каган отошёл на второй план. Из этого Артамонов сделал вывод, что в Хазарии произошёл переворот и род, исповедовавший иудаизм, пришёл к власти. Этот вывод повлиял на очень многих последующих исследователей, которые пришли к нему подчас с совершенно разных позиций. Артамонов не сомневался в аутентичности «Еврейско-хазарской переписки» и Кембриджского документа, высказав ряд общих соображений в пользу этого факта и наглядно показав их глубокую связь с остальным комплексом источников. Как специалист не только в хазарской, но и восточнославянской археологии Артамонов придерживался самостоятельной концепции возникновения Руси и внёс в разработку данной темы до сих пор актуальный историографический вклад. Собственно, даже термин «Древнерусское государство» в советской историографии впервые появился, по-видимому, именно в артамоновской «Истории СССР». Артамонов твёрдо отстаивал тезис о длительном характере хазарского владычества и положительную роль хазар в расселении славянских племён. Принятие титула каган русскими князьями, по его мнению, означало конкуренцию с хазарами. Такая трактовка с тех пор преобладает практически во всех затрагивающих данный вопрос работах. Представление о Древнерусском государстве как буквальном продолжении или политическом наследнике Хазарского каганата Артамонову было чуждо. Он видел важность Хазарии в том, что она была первым государством, с которым Руси пришлось взаимодействовать. Как и Поляк с Данлопом, Артамонов рассмотрел поздние известия о хазарах, но в отличие от зарубежных коллег, пришёл к более осторожному выводу, что хазарская государственность, если и пережила поход Святослава, то очень ненадолго.
Артамонову пришлось внести в текст изменения политического характера, призванные усыпить бдительность цензоров. В основном это касалось русско-хазарских отношений и мрачных характеристик иудейского периода (в первоначальном тексте такие характеристики полностью отсутствовали). Вероятно, именно соседство исторических траекторий Хазарии и Руси вынудило Артамонова номинально представить развитие Хазарии в IX—X вв. периодом упадка, вызванного иудейской религией. В последующей советской историографии, в том числе в работах учеников Артамонова, данные положения продолжали воспроизводиться, но уже более прямолинейно, утратив свой изначальный междустрочный подтекст. При этом Артамонов сумел доказать значимость Хазарии в более ранний период. Работа Артамонова по своему влиянию имела эпохальное значение, на много десятилетий определив основные направления дальнейшего развития хазароведения в СССР, а ныне в России и постсоветском пространстве.
В Западной Европе обобщающую работу по хазарам перед войной планировали совместно написать немецкий семитолог П. Кале и его бельгийский коллега византинист А. Грегуар. После войны Кале передал собранные материалы своему ученику — британскому востоковеду и профессору Колумбийского университета Д. М. Данлопу. Результатом исследований Данлопа стала капитальная монография, вышедшая в издательстве Принстонского университета в США. Она до сих пор остаётся одной из наиболее авторитетных работ в англоязычном мире. Вопреки названию тематика книги не ограничивалась только проблемами иудаизма, а охватывала широкий круг тем: в ней были рассмотрены происхождение хазар, арабо-хазарские войны, общая история каганата, история хазар после 965 года. Из работ, наиболее на него повлиявших, сам Данлоп особо отмечал труды Коковцова и Маркварта. Он уважительно отзывался об Артамонове и знал о трудностях, с которыми хазарские исследования столкнулись в СССР. Данлоп видел историческую роль хазар в отражении арабской экспансии, сравнивая хазар с франками Карла Мартелла. В отношении иудаизации, тщательно сопоставив еврейские и арабские источники, Данлоп пришёл к выводу, что она проходила в два этапа. Сначала хазары приняли модифицированный иудаизм, затем раввинистический. Данлоп уделил немало внимания анализу «Еврейско-хазарской переписки» и на основе в том числе лингвистических данных пришёл к выводу о её безусловной подлинности. Кембриджский документ он тоже считал скорее всего подлинным. Данлоп считал, что Хазария продолжала существование до XIII века, но в сильно урезанном виде. Русско-хазарские отношения он подробно не рассматривал. Почти по всем основным вопросам (включая вопрос о причинах упадка Хазарии) Данлоп и Артамонов пришли к одинаковым или схожим выводам. Единственными значимыми расхождениями были реконструкция обстоятельств хазарского двоевластия: в отличие от Артамонова и Поляка, Данлоп считал «царей» «Еврейско-хазарской переписки» не беками, а каганами. Разное решение получила и гипотеза об этнической принадлежности предков хазар — огуров: Данлоп связал их с уйгурами, а Артамонов с уграми. В СССР книга Данлопа получила высокую оценку и была хорошо известна, хотя на русский до недавнего времени не переводилась.
2-я половина XX века. Советская и постсоветская историография.
Исследования Саркела были продолжены М. И. Артамоновым в 1949—1951 годах в рамках новостроечной Волго-Донской экспедиции. В этот момент историческая наука в СССР и хазароведение в частности попали в жернова кампании по борьбе с космополитизмом. 25 декабря 1951 года в газете «Правда» вышла статья с красноречивым названием «Об одной ошибочной концепции». В статье, подписанной неким П. И. Ивановым, критиковались советские историки, завышающие значимость хазар. Самым большим нападкам подвергся Артамонов:

«Хазарский каганат, представлявший собой примитивное объединение различных племён, не играл никакой положительной роли в создании государства восточных славян. […] Извращая историю древней Руси, проф. Артамонов пытается приспособить историю к своей надуманной схеме. Во имя этой ложной схемы он превозносит хазарское „наследство“, проявляя непонятное любование хазарской культурой. […] В идеализации хазарской культуры приходится видеть явный пережиток порочных взглядов буржуазных историков, принижавших самобытное развитие русского народа. Ошибочность этой концепции очевидна. Такая концепция не может быть принята советской исторической наукой».

За публикацией последовали разгромные обсуждения на учёных советах, где Артамонову пришлось оправдываться за свои взгляды, и обличительные статьи в научной печати. В тогдашней идеологической атмосфере это была не научная дискуссия, а травля. Противником Артамонова от науки стал Б. А. Рыбаков. Установку о примитивном государстве он всецело разделял. Рыбаков считал Хазарию маленьким «паразитарным» ханством, живущим за счёт транзитной торговли, тормозившим развитие Руси. В «Еврейско-хазарской переписке» он видел пропаганду хазарского национализма, а зависимость славян от Хазарии вообще предпочитал игнорировать. Гиперкритицизм Рыбакова, полная противоположность романтизма Григорьева, стал единственно верной точкой зрения в 50-е гг. и имел все шансы оставаться ей и в дальнейшем, учитывая сильную традицию школ в советской науке. К счастью, этого не произошло, и в дальнейшем влияние Рыбакова на разработку хазарской проблемы было минимальным. Материалы Волго-Донской экспедиции были опубликованы (далеко не полностью) в 1958—1963 годах. Результаты своих исследований представили участники экспедиции: И. И. Ляпушкин (поселения Нижнего Дона и их место в салтово-маяцкой культуре), А. Л. Якобсон, О. М. Артамонова, С. А. Плетнёва. Важные статьи также касались саркельской эпиграфики (А. М. Щербак) и антропологии (В. В. Гинзбург). В трактовке салтово-маяцкой культуры закрепилась предложенная Артамоновым концепция, объединяющая салтовские памятники с памятниками Нижнего Дона. На официальном уровне в итоге возобладала компромиссная позиция: утверждать значимость русско-хазарских отношений не приветствовалось, но сама Хазария была признана могущественной и исторически важной державой. В советской историографии Хазарский каганат получил почётный статус «первого феодального государства Восточной Европы».
60-е годы для хазароведения стали триумфальными. В 1962 году помимо монографии М. И. Артамонова в СССР вышла ещё одна фундаментальная работа по хазарской проблеме — книга Б. Н. Заходера «Каспийский свод сведений о Восточной Европе», представившая итог хазарским штудиям со стороны востоковедов. В книге на материале арабо-персидских письменных источников рассматривалась история народов Восточной Европы и отдельная больша́я глава была посвящена хазарам. Автор рассмотрел хазарские города, экономику, политическую систему и институт двоевластия, распространение религий. Школа востоковедения не подвергалась антихазарским гонениям, так что Заходер оказался свободен от давления идеологии. Обратившись к источникам, он пришёл к выводу, что развитие Хазарии в IX—X веках было прогрессивным, а роль иудаизма, в целом, незначительной и не агрессивной.

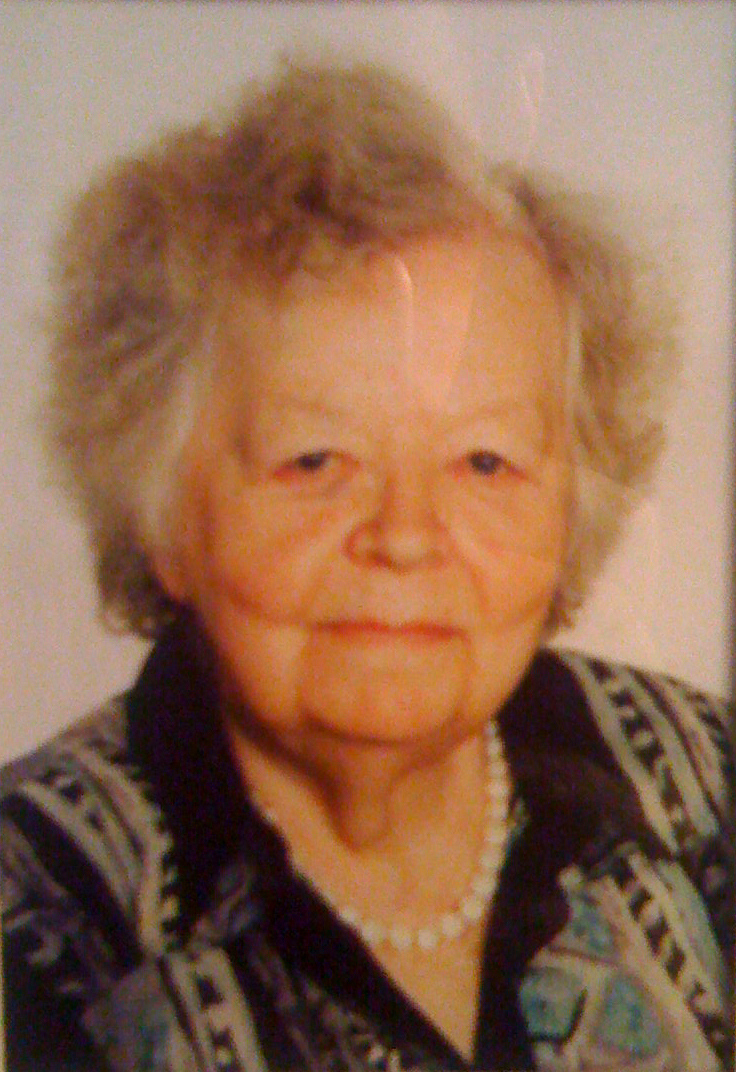
С. А. Плетнёва

До начала 90-х гг. ведущее положение в хазароведческих исследованиях в СССР занимали археологи. Общепризнанным лидером данного направления стала ученица Артамонова — С. А. Плетнёва. Её монография «От кочевий к городам» (1967) открыла новый этап в изучении салтово-маяцкой культуры, обобщив огромный материал десятилетних раскопок с более чем сотни памятников из разных районов каганата. Выход за пределы донских степей позволил выделить в салтовской культуре несколько локальных вариантов. Центральное место в концепции исследовательницы занял тезис о «государственном характере» культуры — появлении общих унифицирующих черт в материальной культуре полиэтничного населения Хазарии. С 1957 по 1973 годы под руководством Плетнёвой раскапывалось Дмитриевское городище на славяно-хазарском пограничье. О собственно хазарах Плетнёва написала научно-популярную работу, переведённую на несколько иностранных языков. В 1970-1980-е гг. российские и украинские археологи, в основном ученики Плетнёвой, сформировали мощные региональные школы, исследовавшие уже отдельные районы салтово-маяцкой культуры: Подонье (В. К. Михеев, К. И. Красильников, А. З. Винников), Крым (И. А. Баранов), Нижний Дон (Правобережное Цимлянское и Семикаракоры, В. С. Флёров). Маяцкое городище изучалось совместной советско-болгаро-венгерской экспедицией (1975—1982). В Нижнем Поволжье работала экспедиция Г. А. Фёдора-Давыдова. Очень важными были исследования М. Г. Магомедова в Приморском Дагестане. В Теркско-Сулакском междуречье было обнаружено несколько крупных городищ с мощными фортификационными сооружениями, развитым ремеслом, виноградниками и оросительными каналами. Наиболее крупное Верхнечирюртовское городище Магомедов отождествил с хазарским городом Беленджер. Он как и Саркел оказался затоплен в ходе новостроечных работ. В изучении рунических надписей, основополагающее значение имели работы И. Л. Кызласова, в области нумизматики работы А. А. Быкова.
Несколько работ по истории Хазарии написал Л. Н. Гумилёв. До войны и перед своим арестом в 1949 он участвовал в саркельской экспедиции. Артамонов помог ему после освобождения из заключения и в том числе попросил стать редактором «Истории хазар», где Гумилёв получил возможность в примечаниях изложить результаты своих ещё неопубликованных исследований о древних тюрках. В 1959—1961 по заданию Артамонова Гумилёв предпринял археологические разведки по поиску Итиля в районе Ахтубы и на бэровских буграх, подводное обследование дербентской стены, а в 1962 поиски Семендера. С Семендером он отождествил обнаруженное городище близ станицы Шелковской, но вывод не нашёл поддержки в научном мире. Описанию экспедиции посвящена увлекательно написанная книга «Открытие Хазарии» (1966). К хазарской проблематике, как и вообще истории, Гумилёв подходил нетрадиционно, некоторые его построения весьма интересны. К таковым можно отнести теорию о «Хазарской Атлантиде» — затоплении части территории Хазарии, в том числе Итиля, из-за повышения уровня Каспийского моря (разработана совместно с В. Н. Абросовым). В историографии 70-х гг. привлекла внимание статья Гумилёва, посвящённая русско-хазарской войне при Игоре (до того совершенно не известной за пределами специальной литературы). В более поздних работах Гумилёв изложил хазарскую историю в терминах своей теории этносов. Наиболее спорным моментом в его построениях является отношение к иудаизму. Тезисы Артамонова об иудейском периоде он трактовал более радикально, утверждая, что в Хазарии захватила власть пришлая, чуждая местному населению группа евреев. Доказательств этому тезису Гумилёв не приводил, а в борьбе народа с правительством рисовал красочные подробности, отсутствующие в источниках. Безотносительно к идеологии работы Гумилёва (особенно на пике своей популярности в 90-е гг.) пробудили огромный интерес к хазарской истории.
В 1990 году вышла итоговая монография А. П. Новосельцева «Хазарское государство и его роль в истории Восточной Европы и Кавказа». Автор представил независимые суждения по узловым вопросам хазарской истории. Он оспорил некоторые недостаточно убедительные выводы, господствующие как в отечественных, так и в зарубежных исследованиях. Все источники он, благодаря феноменальному знанию языков, использовал в оригиналах. Отдельным достоинством работы был глубокий источниковедческий и историографический обзор. Новосельцев корректно указал на некоторые ошибки Артамонова (а значит и всей историографии), часть из которых он справедливо объяснил требованиями времени. При этом по большинству основных вопросов (например, происхождение хазар, двоевластие, обращение в иудаизм, прекращение хазарской государственности и др.) Новосельцев, иногда с существенно других позиций, пришёл к близким выводам. Вопреки традиции учёный поставил под сомнение значимость арабо-хазарских войн. Независимо от справедливости этой оценки, огромным подспорьем для всех последующих исследователей стала их тщательно восстановленная хронология, заново перепроверенная Новосельцевым по восточным источникам. То же касается и хронологии событий, происходивших после падения Хазарии. Последние сведения о Хазарском государстве, как показал Новосельцев, не выходят за 90-е годы X века. Новосельцев не стал комментировать традиционную оценку иудейского периода. Его книга начисто лишена какого-либо идеологического налёта и выдержана в спокойном тоне. На сегодняшний день это самая современная отечественная монография по хазарам.
В 1990-е годы наиболее продуктивным направлением исследований оставалась археология. Из крупнейших следует отметить работы С. А. Плетнёвой (издание неопубликованных материалов Волго-Донской экспедиции о Саркеле, обобщающий труд по салтово-маяцкой археологии), И. Л. Кызласова (издание и классификация корпуса эпиграфических надписей), В. Е. Флёровой (граффити и духовная культура населения Хазарии), А. И. Айбабина (раннесредневековая история Крыма). В области «письменной» истории вышли диссертация С. А. Ромашова, посвящённая исторической географии Хазарии (оставшаяся неопубликованной, 1992) и серия работ украинских историков по дискуссионным вопросам деятельности хазар в Крыму (В. Е. Науменко, С. Б. Сорочан, Ю. М. Могаричев и др.). Особенное место среди литературы, вышедшей в 90-е годы, занимает переиздание книги «Открытие Хазарии», осуществлённое А. И. Куркчи. В издание был включён текст «Еврейско-хазарской переписки» (не переиздававшийся с 1932 года), фрагменты работ ведущих хазароведов и самый полный на тот момент в России библиографический обзор, составленный А. А. Астайкиным. Электронная версия издания на сайте Gumilevica стала одним из первых источников информации о хазарах в русском сегменте сети Интернет.
Русско-хазарские отношения остаются наименее разработанным направлением, как по причине узкой источниковедческой базы, так и из-за идеологических трудностей в прошлом. По данной теме до сих пор нет специальной монографии. Наиболее полное на сегодняшний день исследование вопроса принадлежит В. Я. Петрухину (статья «Русь и Хазария: к оценке исторических взаимосвязей», 2005).
2-я половина XX века. Западная историография.
В Западной Европе и США во 2-й пол. XX века вышло несколько значительных работ по хазарской теме. Все они были мало известны в СССР, поскольку научные связи по сравнению с довоенным периодом значительно уменьшились. В 1962 году американский гебраист Н. Голб открыл среди документов Каирской генизы Киевское письмо. К изучению памятника он привлёк профессора Гарвардского университета О. И. Прицака, и в 1982 году вышла их совместная монография, где Голбу принадлежал перевод и историко-филологические комментарии, а Прицаку — более широкая историческая интерпретация. Выводы авторов о Киевском письме получили широкое хождение за пределами специальной литературы, хотя внутри неё они сразу же столкнулись с многочисленными поправками, и этот процесс продолжается до сих пор. Вместе с Киевским письмом Голб заново перевёл Кембриджский документ. Ему удалось ответить на все возражения, которые ранее высказал Коковцов, и окончательно доказать принадлежность документа к переписке Хасдая ибн Шапрута.

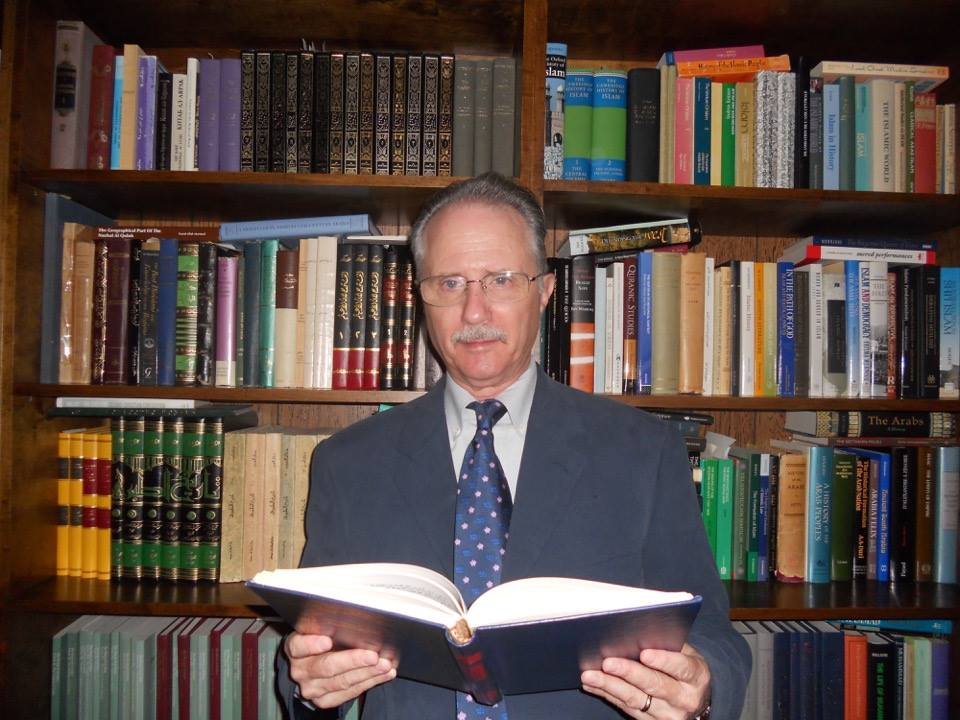
П. Б. Голден

Монография американского тюрколога П. Б. Голдена «Хазарские исследования» (1980) продвинула вперёд изучение хазарского языка. Основная часть книги посвящена анализу каждого из сохранившихся хазарских слов, с указанием вариантов их написания непосредственно по рукописям. По мнению Голдена, сохранившийся хазарский лексический материал в значительной степени нейтрален и не позволяет надёжно судить, к какой именно ветви тюркских языков относился хазарский. Голдену принадлежит большое историко-лингвистическое исследование о хазарских переселенцах в исламских странах (гулямах), ряд специальных статей по узловым вопросам хазарской истории и обобщающие работы по истории тюркских народов (в том числе самый полный на англ. языке очерк истории Волжской Булгарии). В настоящее время Голден негласно считается патриархом хазароведения — старейшим из ныне живущих и самым авторитетным представителем дисциплины, «каганом восточноевразийских исследований».
В изучении экономики Хазарии и монетного обращения Восточной Европы основополагающее значение имели фундаментальные работы американского историка-слависта Т. С. Нунана. Ныне крупным специалистом в этой области является его ученик Р. К. Ковалёв.
Широкую известность получила научно-популярная книга британского писателя А. Кёстлера «Тринадцатое колено» (1976). Книга в увлекательной форме рассказывает о возвышении, обращении и упадке каганата. Кёстлер попытался доказать, что восточноевропейские евреи имеют хазарское (тюркское) происхождение. Идея эта не нова, её ещё в начале века высказывал австрийский исследователь Г. фон Кучера, а первым в качестве осторожной гипотезы выдвинул К. Нойманн. Происхождение восточноевропейских евреев из Хазарии отстаивал А. Н. Поляк (не подвергая при этом сомнению их семитскую принадлежность). Благодаря Кёстлеру дискуссия зазвучала с новой силой. Большинством историков теория воспринимается скептически, так как базируется на целой серии допущений. Требуется не только установить факт миграций из Хазарии, но и доказать широкое распространение иудаизма среди хазар. Несмотря на это, по теме периодически продолжают выходить новые работы. Вероятно, в качестве реакции на эту тенденцию в израильской академической историографии с недавнего времени появились работы, в которых полностью отрицается факт хазарского обращения как таковой.
В Германии крупное итоговое исследование по хазарам принадлежит Д. Людвигу («Структура и общество Хазарской империи в свете письменных источников», 1982). Работа посвящена социально-экономической истории. Также затрагиваются лингвистические вопросы и происхождение хазар. Как и книга Голдена эта работа до сих пор не переведена на русский.
Во Франции с 1990-х гг. по настоящее время крупным исследователем хазарской проблемы является византинист К. Цукерман.
Другие страны
В кон. XIX — 1-й пол. XX вв. хазарский сюжет рассматривался в ряде обобщающих трудов по истории еврейства (Г. Грец, С. Дубнов и другие, особо выделяется труд И. Берлина). Из историков-любителей хазарами интересовался Ю. Бруцкус. Среди профессиональных востоковедческих работ можно отметить исследование израильского историка М. Ландау, посвящённое восприятию хазар в еврейских источниках (1938). Большое историко-лингвистическое исследование, посвящённое хазарам, написал польский тюрколог караимского происхождения А. Зайончковский (1947). Ряд статей с обоснованием караимского характера хазарской религии выпустил историк-любитель С. Шишман. Восприятию хазар в еврейских источниках посвящены, вышедшие в середине XX века работы Й. Хальперна, Ц. Анкори (караимская литература) и М. Зохори. В современной израильской историографии, представленной работами М. Гиля и Ш. Штампфера, появилась ревизионистская точка зрения, оспаривающая сам факт перехода хазар в иудаизм. Регулярным изучением хазарской проблемы занимаются Д. Шапира и А. М. Федорчук.
В Венгрии основоположником хазароведения считается З. Гомбоц, написавший работу о булгаро-тюркских заимствованиях в венгерском языке (1912). В 1930 году вышел в свет классический труд Д. Немета, рассматривающий раннюю историю Венгрии, в том числе подробно венгро-хазарские контакты. Венгерская историография хазар сосредоточена вокруг двух ключевых тем: этническая история и прошлое до эпохи «Обретения родины», когда предки венгров взаимодействовали с народами Урала и Поволжья. В востоковедении международное признание получили работы М. Кмошко, в византиноведении — Д. Моравчика. В венгерском востоковедении ведущую роль во 2-й половине XX века играл Л. Лигети. Современные исторические исследования представлены работами К. Цегдели, А. Барты и А. Рона-Таша, археология — И. Эрдели. Венгерская историография всегда развивалась в тесной связи с мировой.
В Болгарии хазарская история часто затрагивается в работах по средневековой истории болгар. Начало здесь было положено В. Златарским в его большом классическом труде по истории Болгарского государства (1918—1940). Современные исследования, акцентированные на сравнительное изучение болгарской и хазарской государственности, представлены работами Р. Рашева (археология), Б. Живкова и Ц. Степанова.
В Турции основы хазарской историографии заложили З. В. Тоган и Акдес Курат. Первый труд о хазарах на турецком языке был написан Решидом Саффетом. Обобщающая монография принадлежит Алтаю Озджану (2019). В современной Турции на полуофициальном уровне Хазарский каганат считается одной из 16 великих тюркских империй — исторических предшественников турецкой государственности.
Современный этап
Последние десятилетия ознаменовалось ростом контактов между хазароведами разных стран и, прежде всего, российских исследователей с их западными коллегами. В 1999 году в Иерусалиме состоялась первая международная хазарская конференция. В ней приняли участие 35 учёных из 8 стран. Вторая конференция прошла в Москве в 2002 году и в том же году состоялась международная конференция на «родине» хазароведения — в Харькове. С 2002 года на русском языке издаётся международный специализированный журнал «Хазарский альманах» (на 2022 год вышло 18 выпусков). Другим специализированным журналом является «Archivum Eurasiae Medii Aevi» (издаётся с 1975 года). На современном этапе отмечается взрывной рост публикаций по всем основным темам хазарской истории.